# 삼척시의 지질

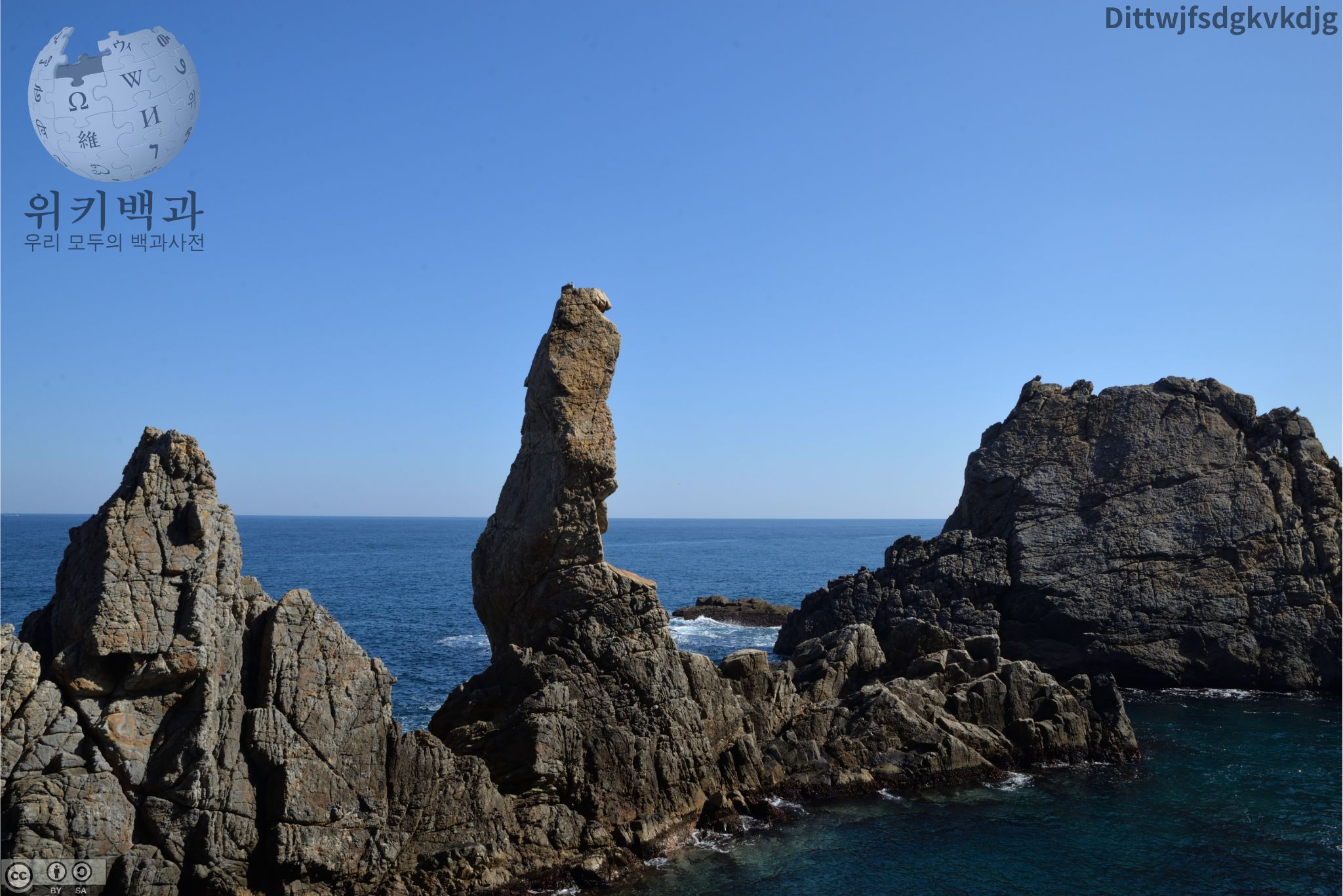
초곡용굴촛대바위길의 화강암

본 문서에서는 강원특별자치도 삼척시의 지질과 대한민국 최대의 석탄(무연탄) 산지인 삼척탄전(三陟炭田)에 대해 설명한다.

## 개요
삼척시는 옥천 습곡대와 영남 지괴/영남 육괴의 동부 경계 부분에 위치하고 있으며, 지질이 매우 다양하고 복잡하다. 선캄브리아기의 암석은 주로 동·남부에 분포하며, 고생대 초기의 조선 누층군은 삼척 대이리 동굴지대와 같은 석회암 카르스트 지대를 형성하고, 평안 누층군은 무연탄 자원을 산출한다. 오십천 단층과 마읍천 단층 등 대부분의 단층은 도계읍, 신기면, 노곡면과 그 주변에 집중적으로 분포한다. 
1:5만 지질도폭 상으로, 
- 임계 지질도폭(태백산지구지하자원조사단, 1962) 남동부 (하장면, 청옥산 (동해/삼척)))
- 삼척-고사리 지질도폭(1994) 대부분 (삼척시 시가지, 미로면, 신기면, 노곡면, 근덕면 북서부0, 도계읍)[2]
- 장성 지질도폭(1967) 북동부 (가곡면, 석개재, 응봉산 (경북/강원))[3]
- 죽변-임원진 지질도폭(1993) (원덕읍, 근덕면 남동부)[4]

에 해당한다.

### 삼척지질공원
삼척지질공원(三陟地質公園, Samcheok Geopark)은 삼척시가 2025년 설치할 예정인 지질공원이다. 삼척시는 2025년 대한민국 국가지질공원 인증을 준비하고 있으며, 이에 앞서 2024년 6월 21일 지질명소 12곳을 공개했다. 삼척시가 지정한 지질유산은 백두대간 댓재, 죽서루 하천 지형, 덕봉산 해안퇴적 지형, 초곡 해안침식지형(초곡용굴촛대바위길), 장호 해저지형과 생태계, 삼척 초당굴과 소한샘굴, 삼척 대이리 동굴지대, 무건리 이끼 폭포, 미인폭포와 통리협곡, 가곡 유황온천, 덕풍계곡, 석개재와 석개재동굴이다.

## 선캄브리아기
삼척시 원덕읍, 가곡면, 근덕면 지역은 선캄브리아기 영남 육괴(영남 지괴)의 북동부에 해당하여 선캄브리아기의 암석 태백산층군과 율리층군을 합친 태백산변성암복합체으로 구성된다. 삼척 지질도폭(1984)에서는 삼척시의 태백산변성암복합체를 편암류, 미그마타이트질 편마암, 화강암질 편마암, 홍제사 화강암으로 구분하였다. 죽변면 일대에 넓게 분포하는 이들은 적어도 3회(21~22억 년, 17~18억 년, 7~9억 년 전)의 변성 작용을 받은 것으로 해석된다. 그 외

### 태백산층군
태백산층군(太白山層群, Taebaeksan Group)은 영남 육괴 북동부 삼척시 지역의 기반을 형성하던 암석으로 편암류, 미그마타이트질 편마암, 화강암질 편마암으로 구성된다. 편암류는 선캄브리아기 사질암, 니질암과 석회질암이 광역 변성 작용을 뱓아 형성된 편암으로 근원암의 종류에 따라 흑운모편암, 운모편암, 석영편암, 규산염암, 흑연편암 등으로 구성된다. 편암에서는 규선석이 나타나는 등 국부적으로 변성도가 높은 곳이 있다. 미그마타이트질 편마암은 호상 편마암으로 주로 흑운모로 구성된 유색광물대와 규장질대가 뚜렷하지 않게 나타난다. 화강암질 편마암은 편마암이 화강암화작용에 의해 형성되었으며 미그마타이트질 편마암과 점이적이다. 근원암의 성질에 따라 광물 조성이 다른데 사질암 기원인 부분은 흑운모의 함량이 적어 회백색을 띠며 대부분은 니질암 기원으로서 암회색 내지 암흑색을 띤다. 태백산층군 내에는 페그마타이트와 규장암, 화강반암 등의 암맥이 관입해 있다.
삼척시 근덕면 덕산리 덕봉산 일대와, 삼척시 정하동~교동의 새천년해안도로 해안에는 선캄브리아기 태백산층군이 드러나 있다. 
삼척시 근덕면 덕산리 덕봉산의 태백산층군
삼척시 정하동~교동 새천년해안도로 도로변의 태백산층군
- 삼척시 정하동 41-303 지역
- 삼척시 교동 작은후진해변
- 삼척시 교동 작은후진해변
- 삼척시 교동 작은후진해변
- 삼척시 교동 작은후진해변 앞 새천년해안도로 도로변

### 이천화강편마암
이천화강편마암(理川, 花崗片麻巖Icheon Granitic Gneiss)은 삼척시 원덕읍 이천리를 중심으로 약 30 km2에 걸쳐 분포하는 선캄브리아기 화강편마암으로 죽변-임원진 지질도폭(1993)에서 명명되었다. 이천화강편마암은 화성암 기원으로 추정되며 내부에 편마암과 미그마타이트를 포획한다. 주요 구성 광물은 석영, 사장석, 미사장석, 흑운모이다. 장호완 외(2003)는 TIMS U-Pb 저어콘 연대 측정을 통해 삼척시 원덕읍 임원 지역에 분포하는 이천화강편마암의 관입 시기를 2357±43 Ma 및 2342±47 Ma (고원생대 시데로스기)로 보고하였다. 이 화강암은 경기 육괴의 대이작도 및 임진강대에서 보고된 시생대(~2.5 Ga) 화강암류를 제외하면, 지금까지 남한 내륙에서 확인된 가장 고기 화강암에 해당한다.

### 호산리층
호산리층(湖山里層, Hosanri Formation)은 삼척시 원덕읍 호산리를 표식지로 하여 원덕읍 임원리, 옥원리, 호산리, 노경리, 철마산(411 m), 월천리와 울진군 북면 나곡리, 하당리 지역에 분포하는 변성퇴적암 지층이며 하부 편암대와 상부 혼성대로 구분된다. 주로 [[원덕읍] 월천리 이남에 분포하는 하부 편암대는 니질(argillaceous) 변성퇴적암으로 주로 운모편암으로 구성되며 각섬석 편암이 협재된다. 상부 혼성대는 니질 내지 사질(psammitic) 변성퇴적암이나 다량의 화성암 물질이 주입되어 부분적으로 미그마타이트질 편마암 등이 편마암과 교호하는 혼성대를 형성한다. 이천화강편마암은 호산리층을 관입하고 있어 호산리층은 대한민국 내에서 분포지가 확인된 가장 오래된 지층일 크다. 

### 홍제사 화강암
홍제사 화강암(洪濟寺 花崗巖, Precambrian Hongjesa granite)은 대한민국 영남 육괴 북동부 강원특별자치도 태백시, 삼척시 남부와 경상북도 봉화군 석포면, 울진군 일대에 분포하는 선캄브리아기의 조립질 화강암이다. 삼척시 내에서는 가곡면 덕풍리 계곡 지역에 분포하며 봉화군 지역으로 이어진다. 장성 지질도폭(1967)에 의하면 특징적인 청회색 내지 암회색 장석(미사장석)을 다량 포함하여 암석이 전체적으로 청회색을 띤다. 홍제사 화강암은 조립질이고 부분적으로 엽리가 발달하며 원남층군 원남층 및 율리층군을 관입하는 부분에서는 주입편마암화되어 있다.
삼척시 도계읍 신리 543, 신리 너와집 맞은편 하천(북위 37° 11′ 13.63″ 동경 129° 08′ 04.36″ / 북위 37.1871194°  동경 129.1345444° )에 홍제사 화강암이 드러나 있다. 부분적으로 유동 구조를 보인다.

### 임원 우백질 화강암
임원 우백질 화강암(臨院 優白質 花崗巖, Imwon Leucogranite)은 대한민국 영남 지괴/영남 육괴 내 강원특별자치도 삼척시 근덕면과 원덕읍 해안에 분포하는 선캄브리아기 고원생대의 우백질 화강암(Leucogranite)이다. 호산리층, 화강편마암과 홍제사 화강암을 비조화적으로 관입하며 연대 측정 결과는 고원생대를 지시한다. 초곡용굴촛대바위길을 비롯한 삼척시 해안가에 드러나 있다.

## 고생대조선 누층군과석회암카르스트 지형
고생대 캄브리아기-오르도비스기에 퇴적된 조선 누층군 태백층군은 삼척시 서부에 넓게 분포한다.조선 누층군의 주향과 경사는 대체로 북동 12°및 북서 20°이다. 특히, 조선 누층군 중 풍촌 석회암층(CEp)과 막동 석회암층(Omg) 분포 지역인 동해시 대구동-삼척시 우지동, 원당동-성남동, 미로면 하정리 부근과 노곡면 여삼리 일대에는 카르스트 지형이 발달하여 돌리네, 우발라 등의 특색이 잘 나타난다. 이 밖에 카르스트 현상으로서 관음굴을 비롯한 수많은 석회동굴이 분포한다. 삼척 대이리 동굴지대도 조선 누층군 풍촌 석회암층 분포 지역에 있다.

### 장산 규암층
장산 규암층(CEj; Cambrian jangsan formation)은 조선 누층군의 기저로서 선캄브리아기의 태백산변성암복합체을 부정합으로 덮는다. 기저부에는 10 mm 내외의 역(礫)을 함유하는 기저 역암이 발견되는 곳도 있으나 대체로 치밀하고 견고한 규암으로 구성되어 있다. 이들은 주로 유백색을 띠나 상부에서는 담홍색 내지 담회색을 띠기도 한다. 본 층의 규암은 다른 지층에 비해 풍화와 침식에 대한 저항력이 강해 육백산, 매봉산, 두리봉(도계읍 소재), 삿갓봉 등의 산릉에서 절벽 또는 침식면을 형성한다. 본 층의 두께는 10에서 50 m에 이르기까지 지역적인 변화가 심하다. 본 지층이 선캄브리아기의 변성암류 상부에 부정합으로 놓여 있고, 상부는 묘봉슬레이트층과 정합적인 관계를 가지는 것으로 보아, 비교적 안정상태인 육지(craton)가 해침(海浸)을 받아 형성된 퇴적분지의 해빈-연안주(海濱-沿岸洲, beach-barrier island)에 퇴적되어 장기간 퇴적물이 이동되면서 풍화, 침식에 강한 물질만 남아 생성된 것으로 해석된다.

### 묘봉층

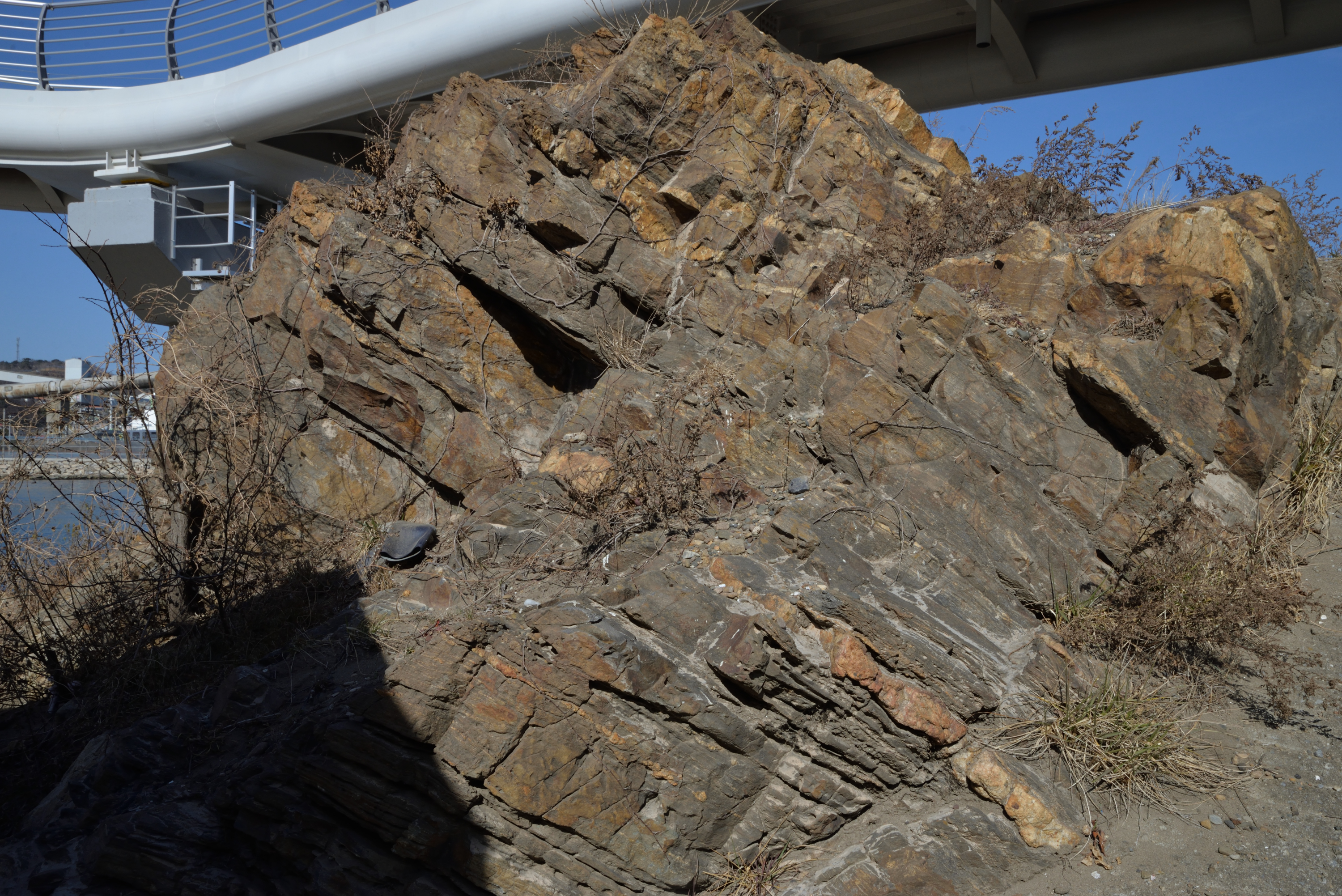
삼척시 오분동 오분1길 114

묘봉층(CEm; Cambrian myobong formation)은 장산 규암층 상위에 정합적으로 분포하며 신기면과 노곡면 하월산리 일대에 장산 규암층과 함께 대상(帶狀)으로 분포한다. 주요 구성암인 셰일은 약간의 변성을 받아 점판암으로 나타나기도 한다. 본 층의 하부는 흑색 또는 암회색의 셰일 또는 점판암이 우세하고, 중부에는 얇은층의 규암과 석회암층을 협재한다. 이 석회암층은 연속성이 없으며 상부로 갈수록 많아지고 판상(板狀) 협재를 이루며 상부의 풍촌석회암층으로 점이(漸移)된다. 본 층의 두께는 50 내지 150 m로서 지역적인 변화가 매우 심하다. 대체로 동쪽으로 갈수록 두께가 증대되는데, 노곡면 하월산리-삿갓봉-하군천리 일대에서 매우 넓은 분포를 보이나 이는 지층의 경사와 산사면의 경사가 거의 일치하는데 기인한 것이다. 고바야시(1966)가 기재한 화석들(Redlichia saitoi, Obolella aff, asiatica, Elrathia taihakuensis, Nisusia cooperi, Mapamia cooperi, Bailiella angusta 등)에 의하면 본 지층의 퇴적환경이 천해성(淺海性; 얕은 바다)임을 지시한다.

### 풍촌 석회암층과삼척 대이리 동굴지대

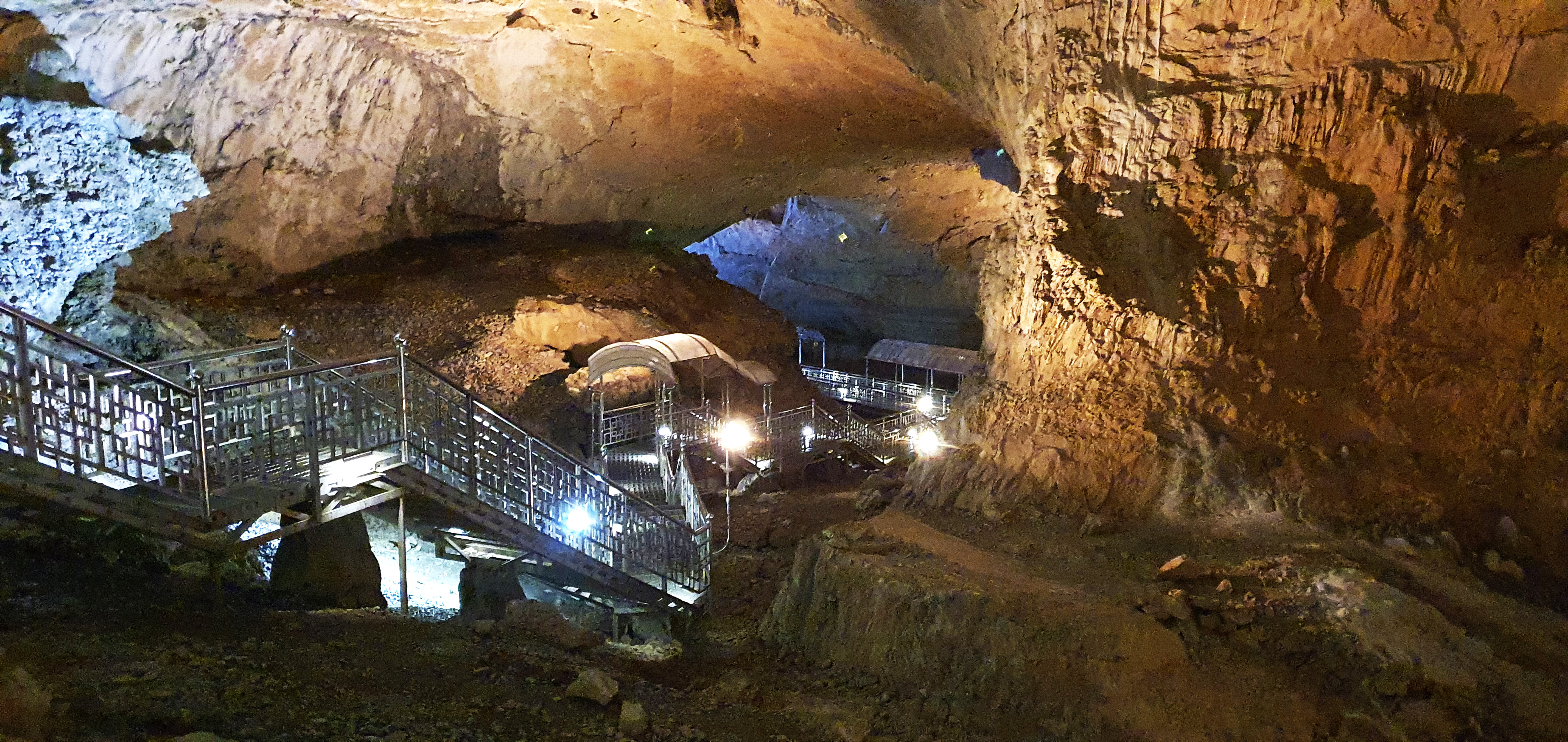
환선굴의 내부 모습

풍촌 석회암층(대기층, CEp; Cambrian pungchon formation)은 주로 암회색 내지 청회색, 유백색 석회암과 돌로마이트질 석회암으로 구성되어 있는 지층이다. 하부의 묘봉층과는 정합적이고 점이적인 관계를 가지며, 대기층 또는 대기 석회암층이라 불리기도 한다. 노곡면 상월산리 부근에서는 풍촌 석회암층의 최하부에서 어란상(魚卵狀; 물고기 알 모양) 석회암이 확인되었다. 본 지층은 삼척역 인근, 노곡면, 도계읍, 삼척 대이리 동굴지대, 하장면에 이르기까지 넓은 지역에 대상(帶狀)으로 분포하며, 암상에 따라 상, 중, 하부층원으로 구분된다. 본 층의 두께는 190 m 내외이다.
- 하부층원은 하위로부터 약 20 m 두께의 암회석 석회암, 약 15 m 두께의 암회색 호상-편상석회암, 20 m 두께의 우백색 석회암과 그 최상위에 30 m 두께의 돌로마이트질 석회암으로 되어 있다. 이중 상위와 중위에 있는 암회색과 유백색 석회암은 순수하여 동양시멘트공장에서 석회석의 원광석으로 사용하고 있다.[2]
- 중부층원은 하위로부터 두께 약 30 m의 담회색 괴상(塊狀)석회암, 두께 약 20 m의 암회색 결정질 석회암, 두께 약 10 m의 돌로마이트질 석회암으로 구성되어 있다. 이 중 하위의 담회색 괴상석회암은 매우 순수하여 시멘트의 우수한 원광석으로 사용되고 있다. 중위의 결정질 석회암은 대리암으로 취급할 수 있는 것도 있으며 이 경우 흔히 담홍색을 띤다.[2]
- 상부층원은 15 내지 20 m 두께의 호상석회암으로 되어 있으며 상부로 감에 따라 얇은 층의 셰일을 많이 협재하여 화절층으로 점이한다.[2]
- 원동광산 지역의 풍촌 석회암층은 원동 스러스트 단층의 상반을 따라 분포하고 북동쪽으로 가면서 점차 첨멸한다. 유백색, 암회색, 담회색, 담홍색의 석회암으로 구성되고 단층파쇄대를 따라 공동(空洞)이 발달한다.[10]

### 세송층과화절층
화절층(CEw; Cambrian hwajeol formation)은 하부의 풍촌석회암층과 점이적이고 정합적인 관계를 가지고 있으며 암갈색 내지 암녹색 셰일 또는 점판암을 주로 하는 하부와 이질 석회암을 주로 하는 상부층으로 구성된다. 도계읍 동부에 넓게 분포하고 하장면 지역에서 풍촌석회암층을 따라 분포한다. 본 층의 두께는 곳에 따라 약간의 차이는 있으나 최대 200 m에 달한다. 고바야시(1966)와 이병수(1988) 등의 연구에 의하면 이 층의 지질 시대는 고생대 상부 캄브리아기에 속하는 것으로 해석된다.
- 화절층 하부의 셰일/점판암층인 세송층은 상부의 니질석회암과 점이적인 관계를 가지며 수직 및 수평분포에 있어서 변화가 심하여 일정한 경계를 설장하기 곤란하여 화절층에 포함되었다. 이 점판암층의 두께는 최대 10 m 에 불과하다. 이 층은 얇은 층의 석회암과 규질암을 협재하기도 한다.[2]
- 화절층 상부의 니질(泥質)석회암은 석회질 부분이 렌즈상 또는 단괴상(團塊狀)의 구조를 이루고 있어 그의 풍화표면은 충식(蟲蝕) 석회암의 특징을 이룬다. 본 층 내에는 탄산염 역암 또는 각력암이 지층 사이 또는 불규칙한 형태로 들어 있다. 이들 역(礫) 또는 각력은 여러 종류의 암석으로 되어 있는 경우도 있으나 흔히 한 종류의 석회암으로 되어 있다. 각력들은 석회이암, 어란상 입자암, 이질석회암과 셰일 등이며, 이들은 퇴적물이 고결(固結)되기 전에 재침식, 운반, 퇴적되어 형성된 것으로 해석된다.[2]
- 고바야시(1966)는 본 층에서, 약 100 종에 달하는 화석을 보고하였으며, 이에 따라 본 층을 하부로부터 Prochuangia, Chuangia, Kaolishania, Dictyites, Eooithis 5개 화석대(帶)로 구분한 바 있다. 이병수와 이하영(1988)은 이 층의 하부에서 Furnishini furnishi, Oneotodus gallatini 등의 코노돈트(Conodont)를 발견한 바 있다. 이들의 연구에 의하면 본 층의 지질 시대는 상부 캄브리아기이다.[2]
- 원동광산 지역의 화절층은 암회색 사질셰일, 석회암-암회색 셰일 교호층으로 구성되며 층간역암이 부분적으로 협재되고 풍화 정도의 차이로 차별침식을 보인다.[10]

### 동점층
동점 규암층(Od; Ordovician dongjeom formation)은 화절층과 정합적인 관계를 갖고 있으며, 암갈색 내지 갈회색을 띠는 3 내지 4매의 규암 또는 사암으로 구성되어 있으며, 얇은층의 셰일과 호층(互層)을 이룬다. 본 층은 장산규암층과 마찬가지로 풍화와 침식에 강해 지형적으로 산능선에서 침식면 또는 절벽을 이룬다. 본 층의 하부는 주로 암회색 중립질 규암으로 구성되어 있으며, 얇은층의 암회색 셰일, 회백색 규질 석회암을 협재한다. 본 층의 상부는 주로 암갈색 규암으로 구성되어 있으며 적철석을 함유한다. 본 층의 아래에 있는 화절층이 상부 캄브리아기에 속하고 본 층의 위에 놓인 두무동층이 하부 오르도비스기 아레니지안(Arenigian)에 대비되는 것으로 보아, 본 층은 오르도비스기 최하부 트레마도시안(Tremadocian)에 속할 것으로 해석된다. 하장면과 미로면, 신기면 일부 지역에만 좁고 길게 분포한다. 원동광산 지역에서는 (암)회색 또는 유백색의 중립 내지 조립질사암으로 규암화되어 있고 사층리도 발달한다.

### 두무골층
두무동층(Odu; Ordovician dumudong formation)은 미로면과 도계읍 일부 지역에만 작게 분포한다. 도계읍 상덕리 부근에서 조사된 바에 따르면 주로 석회질 셰일과 이질 석회암의 호층으로 되어 있어 규암을 주로 하는 동점규암층과는 비교적 명료한 경계를 갖는다. 본 층의 하부는 충식(蟲蝕) 석회암과 담녹색 내지 황갈색의 셰일의 호층으로 되어 있으며 층리가 매우 발달되어 있다. 상부로 감에 따라 셰일은 적어져 석회암이 우세하게 나타난다. 상부에는 층리가 빈약한 회색의 석회질 이암으로 된 부분이 있는데 이곳에서는 얇은 층의 석회역암을 협재한다. 두께는 최대 150 m 내외로 측정된다. 원동광산 지역에서는 (석회질)셰일과 석회암으로 구성되고 일반적으로 호층을 이룬다.

### 막골층
막골층(Makgol Formation) 또는 막동 석회암층은 주로 석회암으로 구성되고 녹회색 셰일이 협재된다. 상부에서는 복족류, 두족류 및 완족류 화석이 산출된다.
조선 누층군 층서 대비표
| 구분                | 태백산지구조사단 | 김옥준 등         | 삼척시 도계읍 지역에 분포하는 풍촌층 석회석의 부존 특성(2002) | 삼척시 도계읍 지역에 분포하는 풍촌층 석회석의 부존 특성(2002) |
| ------------------- | ---------------- | ----------------- | ------------------------------------------------------------- | ------------------------------------------------------------- |
| 중생대 백악기       | 암맥류           | 암맥류            | 암맥류                                                        | 암맥류                                                        |
| 고생대 석탄기       | 홍점층군         | 만항층 (홍점층군) | 만항층                                                        | 만항층                                                        |
| 고생대 오르도비스기 | 정선 석회암층    |                   | 막동 석회암층                                                 | 백운암-석회암호층대                                           |
| 고생대 오르도비스기 | 막동 석회암층    | 두위봉층          | 막동 석회암층                                                 | 석회암우세대                                                  |
| 고생대 오르도비스기 | 막동 석회암층    | 직운산층          | 막동 석회암층                                                 | 석회암우세대                                                  |
| 고생대 오르도비스기 | 막동 석회암층    | 막동 석회암층     | 막동 석회암층                                                 | 석회암우세대                                                  |
| 고생대 오르도비스기 | 두무동층         | 두무동층          | 두무동층                                                      | 두무동층                                                      |
| 고생대 오르도비스기 | 동점 규암층      | 동점 규암층       | 동점층                                                        | 동점층                                                        |
| 고생대 캄브리아기   | 화절층           | 화절층            | 화절층                                                        | 상부호층대                                                    |
| 고생대 캄브리아기   | 화절층           | 화절층            | 화절층                                                        | 중부사질대                                                    |
| 고생대 캄브리아기   | 화절층           | 화절층            | 화절층                                                        | 히부호층대                                                    |
| 고생대 캄브리아기   | 풍촌 석회암층    | 풍촌 석회암층     | 풍촌 석회암층                                                 | 상부고품위대                                                  |
| 고생대 캄브리아기   | 풍촌 석회암층    | 풍촌 석회암층     | 풍촌 석회암층                                                 | 하부석회암대                                                  |
| 고생대 캄브리아기   | 묘봉층           | 묘봉층            | 묘봉층                                                        | 묘봉층                                                        |
| 고생대 캄브리아기   | 장산 규암층      | 장산 규암층       | 장산 규암층                                                   | 장산 규암층                                                   |

### 싱크홀
삼척시는 대한민국 최대 카르스트 발달 지역 중 하나로, 석회암을 포함하여 석회암 용식으로 인한 싱크홀 가능성이 있다. 이미 삼척시 내 도계읍, 근덕면, 남양동 등 여러 지역에서 싱크홀이 발생한 사례가 보고되었다. 안세진과 성효현(2017)의 조사 결과 조선 누층군 막골층, 풍촌 석회암층 및 평안 누층군 만항층이 분포하는 지역과 광산이 있는 지역에서 싱크홀 위험이 높은 것으로 나타났다.

## 고생대평안 누층군(삼척탄전과 도계 광업소)
고생대 석탄기~중생대 트라이아스기에 형성된 평안 누층군은 삼척시 남부 도계읍 일대와 태백시의 백운산 향사대에 이르는 지역에 분포한다. 소위 삼척탄전(三陟炭田)으로 불리는 이 지역에서는 평안 누층군 지층에서 석탄의 일종인 무연탄이 산출된다. 삼척탄전의 범위는 삼척시 도계읍뿐만 아니라 태백시에서 백운산에 이르는 대규모 향사 구조 백운산 향사대 즉 정선군 고한읍과 영월군 남동부까지 이른다. 
1914년 조선총독부의 나카무라(中村新太郞)는 강원도의 지질조사 결과를 보고한다. 강원도에는 당시 4개 지역의 탄전(삼척·정선·영월·강릉)이 보고되었다. 1925년 9월부터 1928년까지 4년에 걸쳐 삼척 지질소사소와 연료선광연구소 합동조사반에 의해 도계읍 지역과 고사리 지역의 개발에 관한 정밀 조사를 추진했다. 연료선광연구소의 시라키 타쿠지(素木卓二)는 「삼척무연탄전 지질도」(1930),「강원도 삼척 무연탄 탄전 조사보고서」(1940)등을 발간하였으며 이후 삼척탄전 개발의 중요한 기초 자료로 활용된다. 삼척탄전의 평안 누층군에서는 방추충(Fusulinids; 푸줄리나)의 화석이 발견된다. 1973년의 조사 당시 장성탄광 금천갱과 철암갱, 정암탄광, 삼척탄좌, 동고탄광, 어룡탄광, 황지대명탄광, 도계탄광, 망경대산 부근의 옥동탄광 등에서 방추충의 화석이 채집되었다. 삼척탄전의 장성 탄광에서는 두께 4m의 석탄층이 10km 길이로 연장되어 있다.
삼척 탄광은 1920년대 중반 합동조사반에 의해 정밀조사가 진행되었다. 도계읍을 삼척 탄광의 생산탄은 묵호항을 통해 일본까지 수송하는 것이 편리한 이점이 있었기 때문이다. 1936년에 4,500만원을 투자하여 삼척개발주식회사와 삼척철도주식회사를 설립했다. 1914년 조선총독부의 나카무라(中村新太郞)는 강원도의 지질조사 결과를 보고한다. 강원도에는 당시 4개 지역의 탄전(삼척·정선·영월·강릉)이 보고되었다. 1925년 9월부터 1928년까지 4년에 걸쳐 삼척 지질소사소와 연료선광연구소 합동조사반에 의해 도계읍 지역(당시는 소달이라고 부름)과 고사리 지역의 개발에 관한 정밀 조사를 추진했다. 한편 연료선광연구소의 시라키 타쿠지(素木卓二)는 「한국삼척지역의 지질」(동경대학교 지질학과 졸업 논문, 1922년) 발표에 이어 「삼척무연탄전 지질도」(1930년)를 발표한다. 시라키 타쿠지는 해방될 때까지 연료선광연구소 탄전지질조사 반장, 삼척개발주식회사의 취제역 등을 맡아 삼척탄광 개발에 직접 관여하는 등 한반도 석탄 산업의 기초를 제공했다. 삼척 탄전 개발에 대한 종합 조사서로 「강원도 삼척 무연탄 탄전 조사보고서」가 시라키 타쿠지에 의해 1940년 연료선광연구소의 「조선탄전조사보고」 마지막 권인 제 14권으로 발간된다. 1억 평 규모로 광범위하게 진행한 조사는 석탄층을 정확하게 표현해 놓고 있는 바, 해방 후 요긴하게 활용되었다. 1957년 민간자본에 의한 삼척탄전 개발의 중요한 기초 자료로 활용된다.

### 도계광업소
삼척시 석탄산업의 시초인 도계 광업소는 1936년 삼척탄광으로 개광하였다. 1951년에는 대한석탄공사 도계 광업소로 개발하면서 오늘에 이른다. 석탄산업 합리화로 탄광 대다수가 폐광하는 상황 속에서도 도계 광업소는 3개의 갱구를 유지하고 있으며, 현재도 석탄 생산을 계속하고 있다. 도계광업소는 1936년 삼척개발주식회사 산하 삼척탄광으로 개광하였으며 1945년의 미 군정청 직할운영을 거쳐 1951년에는 삼척탄광이 도계광업소와 장성광업소로 분리 후 대한석탄공사 도계광업소로 오늘까지 이어졌다.
1987년까지 도계갱, 동덕갱, 흥전갱, 나한정갱, 점리갱 등 5개 갱에서 이뤄지던 도계광업소의 석탄산업화 정책 이후 석탄 생산 규모가 축소한다. 1990년 점리갱 폐쇄, 1994년 흥전갱과 나한갱을 통합하여 중앙갱으로 통합하면서 갱구수가 축소되었다. 도계광업소는 2018년 5월 현재도 도계갱, 중앙갱, 동덕갱 등 3개 갱에서 석탄 생산이 이뤄지고 있다. 도계광업소에서 생산된 탄의 품질은 열량과 점결성이 높아 연탄제조와 3급의 고질탄으로 발전용에 적합하다. 도계광업소에서 생산한 석탄의 품질은 1990~2000년대 평균 5,000 kcal를 기록했다.
2012년 12월의 생산규모는 연간 302,000톤이다. 지표에서 수직으로 368 m를 내려간 곳에서 석탄을 생산하며 지하 갱도의 총 연장은 93 km에 달한다. 강원도 삼척시 도계읍 도계로 225에 있는 도계 광업소는 총 5,281ha의 면적에 16개의 광구를 가지고 있으며 16개 광구 모두 가행 중이다. 광량(鑛量) 현황은 도계가 49백만톤으로 20%를 점하고 석탄공사가 247백만톤으로 100%를 점한다. 가채량은 도계가 31백만톤, 석탄공사가 79백만톤이다. 개광 이래 총 생산략은 40,665,287톤이고 석탄공사 창립이래 생산량은 39,561,245톤에 이른다.
도계 광업소의 석탄 가행층은 평안 누층군 장성층에 해당되는 탄층으로 탄층수는 3~5배가 발달되어 있고 이중 현 가행탄층수는 중층탄 1매로 노두연장 14km, 평균탄폭 2.0m이다. 지형지질 여건상 광구 중앙부를 통과하는 오십천 단층을 경계로 남동부와 북서부로 양분된다. 남동부는 오봉산 스러스트 단층으로 탄층 발달이 분리되어있다. 상부탄층을 묵점, 하부탄층을 도계, 흥심 지구로 구분하며 이들 탄층은 본역 남동단의 죽암산을 저부로 하는 30도 내외의 경사를 가진 향사구조를 이루고 있다. 북서부는 3개 이상의 단층으로 인하여 각각의 단층대를 경계로 나한, 흥전, 하장 지구로 구분되며 각 지구의 석탄 지층의 주향은 북동, 경사는 북서 30°이다. 흥전지구의 북동향 연장부인 점리지구는 과습곡에 의하여 분리되며 남동측으로 경사를 이룬다.

### 백운산 향사대
백운산 향사대(Baekunsan Syncline zone)는 태백시에서 영월군과 정선군의 경계 지역에 이르기까지, 하이원리조트 남쪽의 백운산(1426.6 m)을 중심으로 대략 서북서-동남동 방향으로 발달하는 대규모의 향사 습곡이며 삼척 탄전의 서부에 해당한다. 이 습곡에 의해 평안 누층군이 안쪽 가운데에, 조선 누층군이 바깥쪽에 대칭적으로 분포하고 있다. 중생대의 송림 변동에 의해 이 습곡 구조가 형성되기 시작하였으며, 그 후 쥐라기에서 백악기 초에 걸쳐 일어난 대보 조산운동에 의해 백운산 향사 구조가 형성되었다. 백운산 향사대에는 캄브리아기의 장산 규암층을 기저로 하여 트라이아스기(일부 학자는 페름기로 본다)의 동고층까지의 고생대 지층들이 분포한다. 향사 구조의 남익부는 대략 30~50°로 거의 일정하게 북쪽으로 경사하지만, 북익부는 그 경사가 남쪽으로 70°~역전에 이르기까지 경사각의 변화가 크다. 이뿐만 아니라 북익부에서 경사가 역전된 곳에 따라서는 스러스트 단층이 발달하기도 한다. 북익부의 서부 즉 자미원-사북리 간에서는 지층의 주향이 동-서 내지 북서 60~80°이며 남쪽으로 40~80°경사하고 서단부의 함백 지역과 동부 지역에서는 북쪽으로 경사하여 지층이 역전되었다. 백운산 향사대를 거의 남-북 방향으로 절단하고 있는 주향 이동 단층들은 거의 다 우수향 이동을 하였으며, 이 단층 운동과 수반되어 끌림 습곡 구조(Drag fold)가 발달하고 있다.

### 식물 화석
삼척탄전 지역의 식물 화석군은 아래와 같이 하부로부터 4개의 식물군으로 구분된다.
| 식물 화석군 | 식물 화석군                                                                         | 지층              | 지층                      | 방추충(푸줄리나) 화석대 |
| ----------- | ----------------------------------------------------------------------------------- | ----------------- | ------------------------- | ----------------------- |
|             |                                                                                     | 녹암통            | 동고층                    |                         |
|             | Gigantopteris nicotianaefolia-Chiropteris reniformis-Lobatannularia heianensis 군집 | 녹암통            | 고한층                    |                         |
|             | Gigantopteris nicotianaefolia-Chiropteris reniformis-Lobatannularia heianensis 군집 | 고방산통          | 고한층                    |                         |
|             | Emplectopteris triangularis-Taeniopterisngia spp. - Tingia spp. 군집                | 도사곡층 함백산층 |                           |                         |
|             | Emplectopteris triangularis-Lepidodendron asymmetricum-Sphenophyllum spp.           | 사동통            | 장성층                    |                         |
|             |                                                                                     | 사동통            | 금천층                    | Fusulina                |
|             | 홍점통                                                                              |                   | 금천층                    | Fusulina                |
|             | Neuropteris gigantea-Sphenophyllum tenerrimum-Linopteris spp. 군집                  | 만항층            | Eostafella subsolana zone |                         |

### 만항층

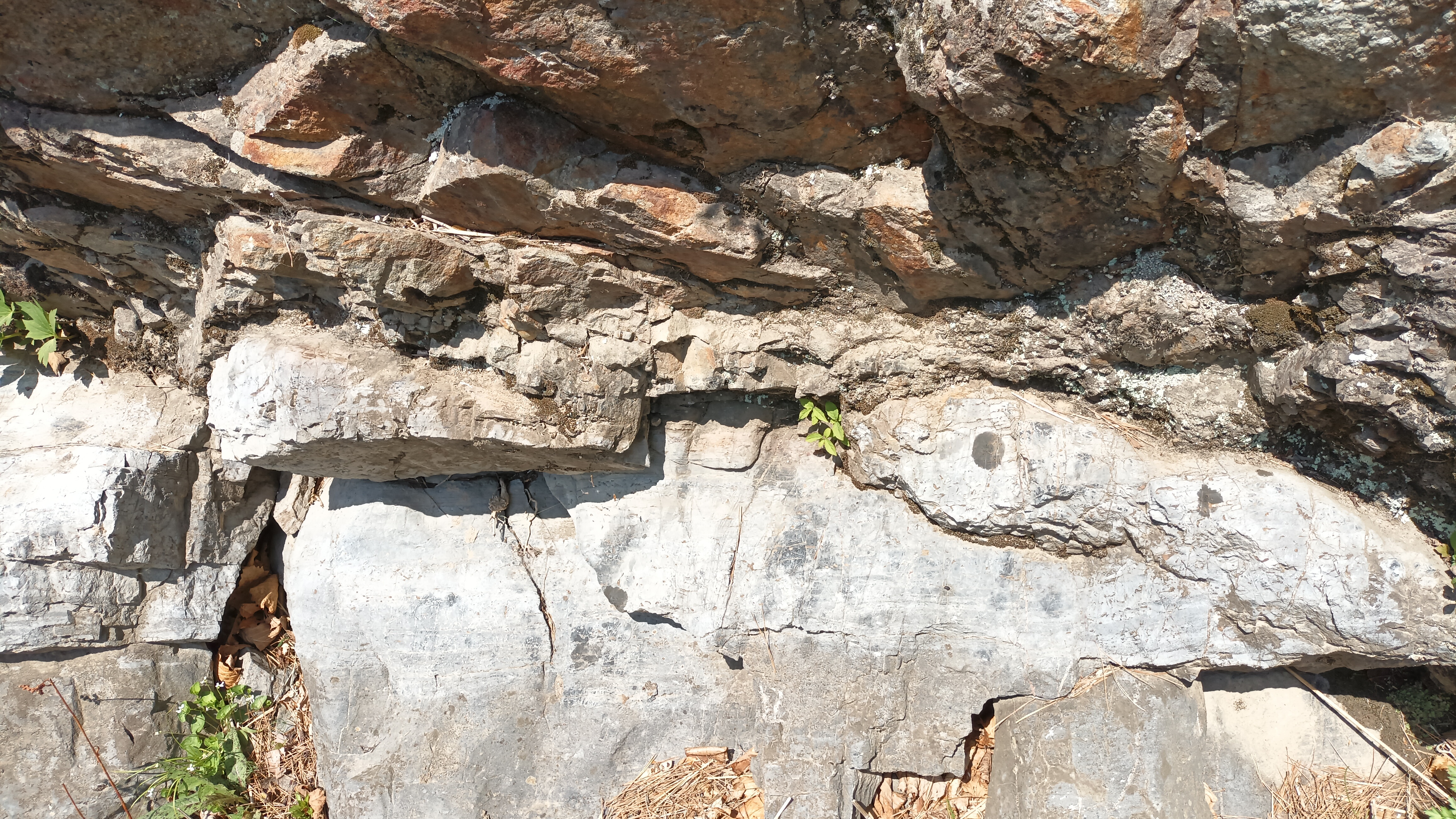
태백시 동점 지역에 드러난 조선 누층군 두위봉층과 평안 누층군 만항층의 부정합 경계이다.

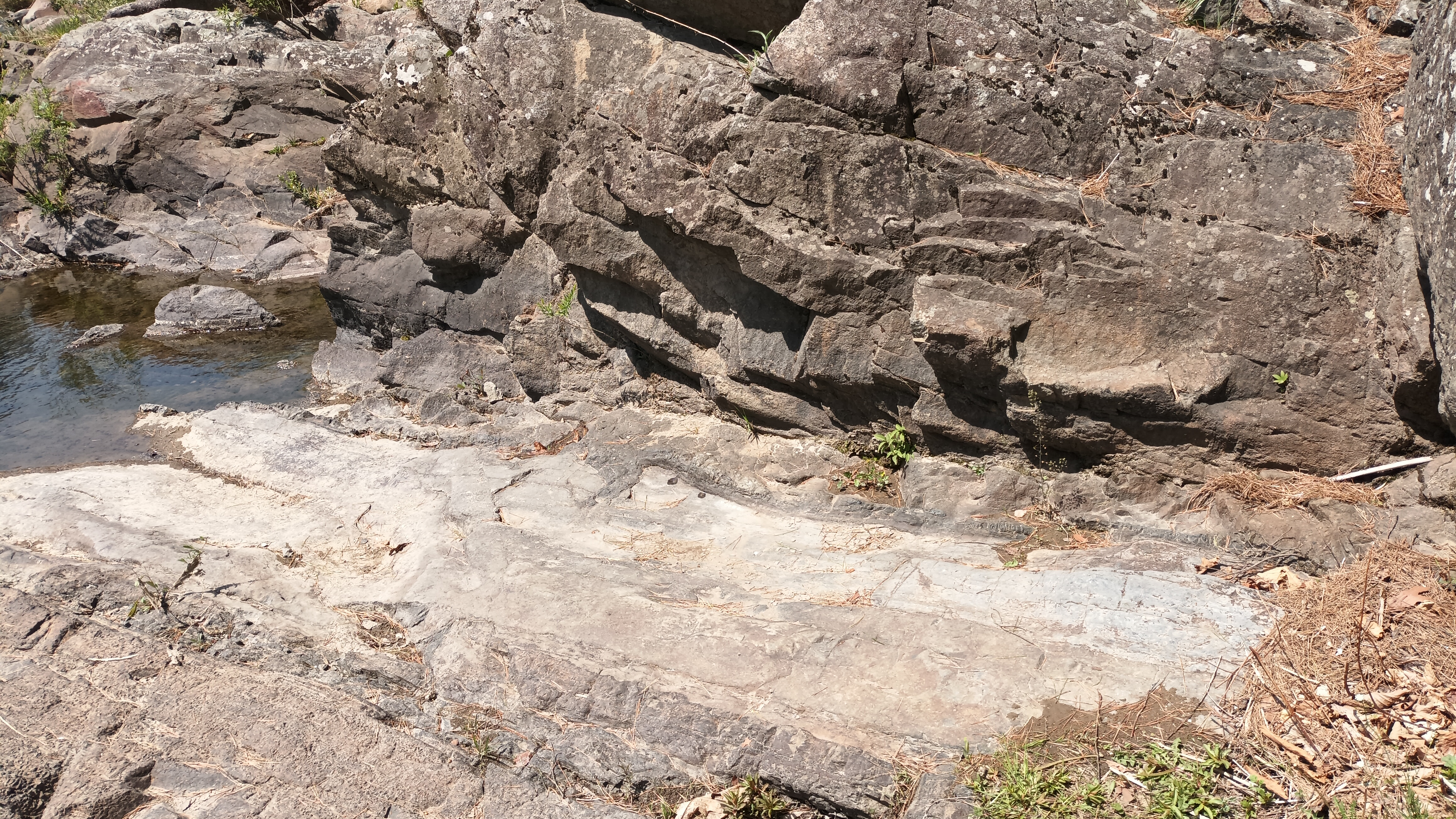
태백시 동점 지역에 드러난 조선 누층군 두위봉층과 평안 누층군 만항층의 부정합 경계이다.

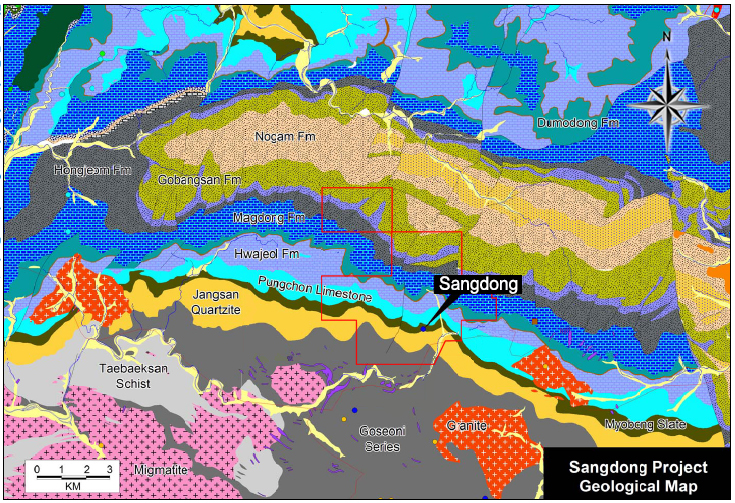
상동광산 주변의 지질도. 백운산 향사대의 구조가 잘 드러나 있다.

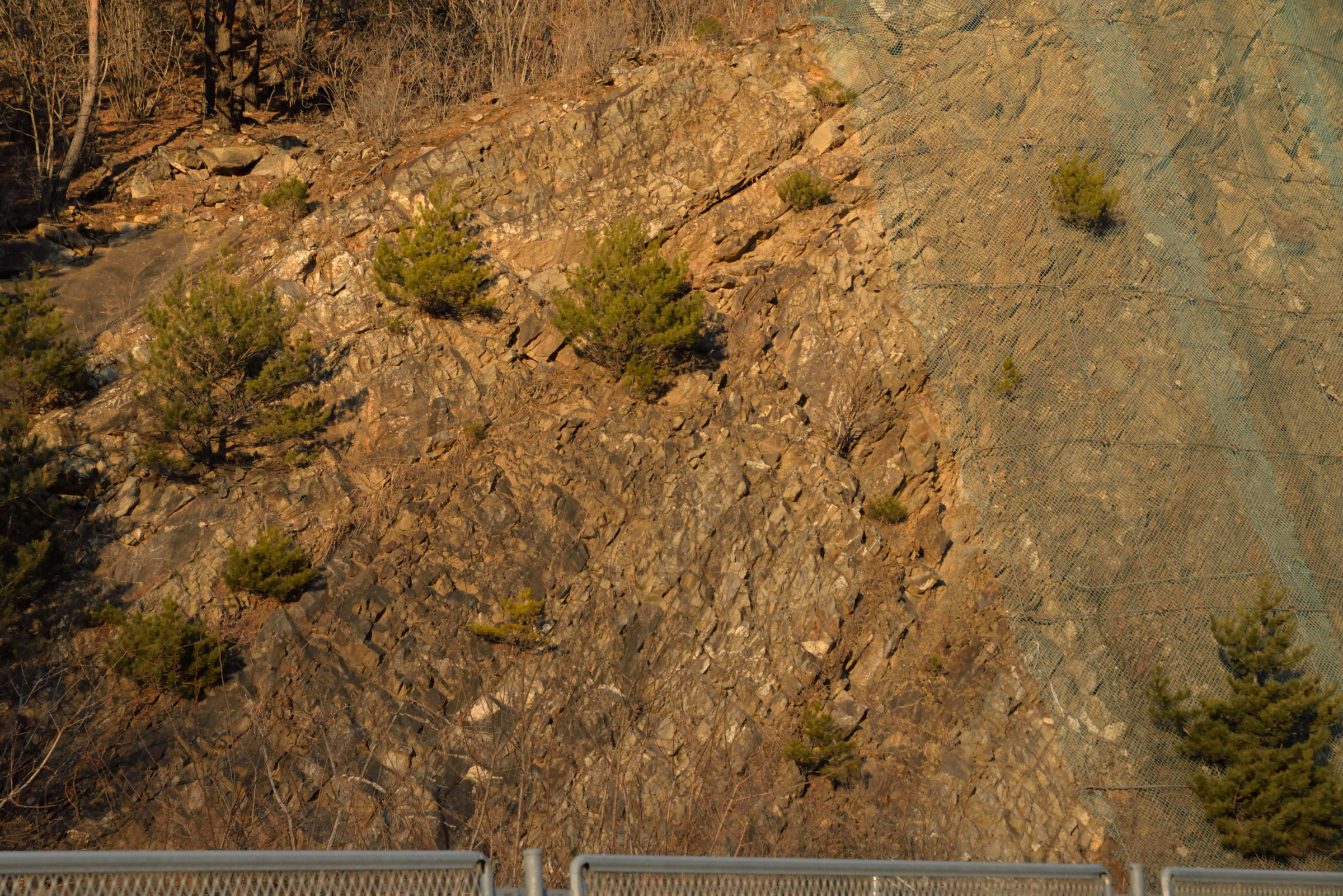
정선군 고한읍 고한리 국도 제38호선 도로변(상갈래교차로-두문동재 구간)의 녹암층(TRn1) 노두

만항층(Ma/Mh; Manhang formation, 晚項層)은 과거 홍점층(Ch)에 해당하는 지층으로 평안 누층군의 최하부 지층이며 그 이름은 정선군 고한읍 고한리 남동쪽의 만항 마을에서 유래되었다. 전체 두께는 180~300 m이다.
- 정창희(1969)에 의하면 만항층은 적색과 녹회색의 셰일과 사암, 백색~회색의 석회암과 적색 역암으로 구성되며 곳에 따라 석탄이 함유된 흑색 사암과 셰일이 협재된다. 셰일과 사암의 색은 보라색과 초콜릿색을 포함한 적색, 청색을 포함한 녹색, (암)회색, 갈색을 포함한 노란색 그리고 백색 5가지로 나누어진다. 이 층의 기저부는 대개 두께 2~6 m의 조잡한 사암이며 기저 역암이 협재되기도 한다. 황지-도계 지역에서 기저 역암층은 15~20 cm 두께로 나타난다. 만항층 내에는 두께 1 m 이하(일부 지역에서 5 m 까지 증가)의 석회암층이 3~4매 협재된다. 하부의 석회암은 대개 흰색이나 위로 갈수록 회색의 경향을 보이며 가끔 암회색이나 흑색도 있다. 암상은 곳에 따라 다르며 장성층의 평균 두께는 200 m 이나 장성 광산에서 250 m, 철암리에서 185 m, 도계 북서부에서 300 m이다. 정창희는 정암 탄광의 만항층 기저부에서 4 m 직상부의 기저부 사암에 협재된 셰일에서 식물 화석을 발견하였고 이는 Neuropteris pseudovata Gothan et Sze.로 확인되었다. 만항층 석회암에서의 방추충(푸줄리나) 화석은 희귀하지만 장성과 도계 광산의 만항층에서 Fusulinella, Pseudowedekendellina, Eostaffella etc. 가 발견되었다. 만항층의 식물 및 방추충 화석은 석탄기 펜실베이니아세 모스크바절(Moscovian, 모스코비안)을 지시한다.[19]
- 정창희(1973)의 조사 당시 방추충 화석에 의한 지질 시대는 석탄기 모스코비안(Moscovian) 하부에 대비되는 지층으로 설정되었다. 만항층은 원래 홍점층이라고 불려 왔으며 이는 1940년에 삼척탄전의 지질도를 작성할 때 겉보기로 평양 부근에 발달된 평안계 하부 지층인 홍점통과 비슷해 이와 대비하여 부르기 시작한 것에서 기인한다. 그러나 삼척탄전에서의 이 층에서 발견된 방추충 화석은 모스코비안 하부의 것이다. 평양 부근의 홍점층에서는 모스코비안 하부에서 상부에 걸친 방추충이 나타나는 것으로 알려져 있어 삼척탄전에 홍점층이라는 명칭을 사용하는 것은 잘못된 것이다. 만항층 기저부에서의 정암(旌巖)탄광 태백갱 입구에 나타난 바와 같이 탄질인 사질암층에 Neuropteris psedovata가 포함된다. 이는 모스코비안의 식물 화석이므로 이 부근의 만항층은 그 기저로부터 모스코비안임을 지시한다. 삼척탄전에서의 만항층은 두께 200 m에 하부는 사암이 우세하고 기저에서 100 m 위에 50 cm 내외의 석탄층을 협재하는 곳(정암탄광 부근)이 있으며 같은 위치에 Neuropteris, Lepidodendron 등의 식물 화석을 포함하는 곳(동해탄광)이 있다. 방추충 화석이 많이 나오는 석회암층은 2~3매 협재되며 주로 담색이나 회색인 경우도 있다. 만항층이 명명된 만항 마을(지금의 정선군 고한읍 고한리 남동부) 부근에서는 기저부에서 50, 100, 150 m 상위에 석회암층이 협재되어 있다. 석회암층은 연장이 길지 못해 렌즈상인 것으로 보인다.[14]
- 만항층은 하부의 조선 누층군을 부정합으로 덮으며 주로 회적색 또는 녹회색의 셰일, 담녹색, 담녹회색의 세립 내지 조립사암, 백색 내지 회색의 석회암 및 담색, 회적색 또는 잡색의 역암으로 구성된다. 간혹 얇은 탄층을 포함하는 흑색 사암 및 셰일, 암회색 셰일이 협재된다. 본 층 하부에는 갈철석의 철광층이 두께 30 cm로 협재되는 경우가 있으며 (동해탄광 남부 1갱 부근) 이는 사질이고 사층리로 구성됨이 특징이다. 본 층의 암회색 셰일은 그 풍화면이 녹회색을 띠는 곳도 있다.(함백광업소) 본 층의 셰일은 섬세한 엽리를 잘 보여준다. 강동탄광의 석회암 직상위에 놓인 회녹색 셰일에서 산호 화석이 발견되었다. 만항층의 기저에는 분급도가 양호한 직경 1 cm 내외의 역으로 된 역암이 수십 cm~2 m 두께로 나타남이 특징이다. 사암은 판상 또는 렌즈상으로 나타나며 주로 중립 내지 조립질이고 함력(含礫)질이다. 석회암은 괴상(塊狀)이고 방추충, 코노돈트, 완족류, 해백합 줄기 화석 등을 포함하며 렌즈상으로 발달한다. 동해탄광 남부 1갱에서는 본 층 기저로부터 60 m 상위에 처트괴(塊)를 함유한 석회암층이 놓인다. 상부의 석회암은 보통 담회색이지만 흑색을 띠는 곳도 있다. 그러나 석회암에 인접한 사암 중에는 사층리가 발달하지 않는다. 본 층 하부에는 곳에 따라 점이 층리를 보이는 곳이 있다. 만항층의 두께는 185 (장성탄광) 내지 300 m (도계탄광 북서부)이다.[20]
- 삼척탄전 서부 지역에서의 만항층은 주로 자색(赭色), 녹회색 내지 담회색 셰일과 담녹색 또는 담회색의 사암으로 구성되며 중부에 백색, 담회색 또는 담홍색의 얇은 석회암층이 3~4매 협재된다. 석회암 중에 방추충을 비롯하여 완족류, 해백합 줄기 등의 화석을 함유한다. 지역적으로 기저 부분에 얇은 층의 역암이 발달하기도 한다.[21]
- 함백산단층 동부 문곡동-장성동 지역에서의 만항층은 조선 누층군 막동 석회암층을 부정합으로 덮고 있으며 만항층의 기저에는 직경이 4 cm 정도 되는 역(礫)들과 0.5~1 cm 크기의 석영립들이 함유되어 있으며, 기질은 중립질의 사암이다. 만항층은 암석의 색이나 암석의 윤회로 보아 5개 부분으로 구분이 가능하다. 최하부는 암회색 내지 담회색의 중립-세립질사암과 사질 셰일의 호층대로, 하부는 자색 셰일과 암회색 내지 담회색 사암의 호층대, 중부는 역질 사암을 기저로 하여 암회색, 담회색의 사암과 셰일의 호층대, 상부는 자색 및 녹회색 셰일과 암회색 내지 녹회색 사암과의 호층대, 최상부는 암회색 셰일과 사암의 호층대로서 석탄층을 포함하며 상부에 암회색의 석회암이 협재된다.[22]
- 전희영(1985, 1987)은 만항층에서 Annularia pseudostellata Potonie, Annularia stellata Schlotheim, Calamites suckowii Brongniart 등의 식물 화석을 발견하였다.[23][24]
- 김종헌(1989)은 함백산 남쪽에 있는 삼척탄전의 만항층에서 석탄기 모스코비안의 식물 화석을 발견하였다. 이 지역의 만항층은 주로 적색 내지 녹회색의 셰일과 사암으로 구성되고 석회암이 3~4매 협재된다. 발견된 식물 화석은 다음과 같다.[25]
  - Lipidodendropsis sp. (인목)
  - Sublepidodendron spp.(A-C)
  - Lepidodendron sp.
  - Lepidostrobophyllum hastatum (Lesquereux)
  - L. longitriangulare Kawasaki
  - L. Koreanum Kawasaki
  - Stigmaria rugulosa Gothan
  - Calamites? sp.
  - Pecopteris? sp.
  - Sphenopteris? sp.
  - Neuropteris sp. cf.
  - N. gigantea Sternberg
  - N. sp. cf. N. ovta Hoffmann
  - Linopteris sp.
  - Cordaites parvifolius Kawasaki
  - Samaropsis sp.
- 박수인(1989)에 의하면 사북-고한 지역에서의 만항층은 주로 적색 셰일, 녹회색 셰일, 및 담회색 셰일과 담녹색 내지 담회색의 중립 내지 조립의 사암으로 구성되며 일부 지역에서는 구성 입자의 크기가 4~5 mm 정도의 극조립의 사암이 관찰된다. 이 지층은 수직적인 암상의 변화를 보인다. 사북-고한 지역의 만항층은 암상에 의해 하부와 상부로 구분된다. 하부 만항층은 역질 사암, 담녹색 내지 백색의 극조립 사암, 적색 셰일로 구성된다. 이 하부층을 구성하는 사암은 석영으로 구성되며 원마도와 분급도는 불량하다. 상부 만항층은 담녹색의 세립 내지 중립 사암과 적색 셰일로 구성된다. 곳에 따라서는 담녹색 사암과 적색 셰일이 교호하는 현상이 관찰되며 이는 이들이 퇴적될 당시 해퇴와 해침 현상이 되풀이되었음을 암시한다. 상부 만항층에는 담갈색 석회암이 렌즈상으로 협재된다. 이 석회암에는 Idiognathodus delicatus, Hindeodus minutus, Neognathodus bothrops,N. medexultimus, Streptognathodus n. sp. A 등의 코노돈트가 산출된다. 특히 Streptognathodus n. sp. A는 만항층에서만 산출된다. 하부 만항층의 암석 색깔은 적색이 우세한 반면 상부층에서는 녹색이 보다 많이 관찰된다. 이 지층의 두께는 250~300 m 정도이다.[26]
- 이종덕(1992)은 강원도 정선군 신동읍에 위치한 함백탄광 일대에 분포하는 홍점층(논문에서는 과거의 명칭인 홍점층을 사용했으나 본 문서에서는 이하 만항층으로 기술한다.)에 대한 코노돈트의 생층서를 연구하였다. 평안 누층군의 기저층인 만항층은 함백탄광 남부 운탄로의 절단면을 비롯한 인접 계곡에서 그 노출이 좋은데 주로 회색, 담녹회색의 셰일, 사질 셰일과 사암 그리고 석회암으로 구성되어 있으며 암석 색의 변화는 층준에 따른 어떤 순서도 보이지 않는 것은 다른 지역에 분포된 만항층과 같은 양상이다. 본 지역의 만항층은 조선 누층군 위에 경사 부정합으로 놓이며 습곡에 의해 복잡한 구조를 나타내고 단층에 의해 절단되어 있어 전체 두께를 알기 어려우나 대체로 150~200 m로 추정된다. 연구를 위해 함백탄광 운탄선 부근, 사무실 옆 계곡, 설령 계곡, 자미갱 입구, 두위 900갱 부근, 함백역 앞 개울가에 드러난 만항층에 협재된 석회암에서 표품을 채취하고 20개의 표품에서 342개체의 코노돈트 화석이 산출되었다. 산출된 코노돈트 화석은 9속 17종으로 분류되었고 Idiognathodus 속을 주로 하고 Idiognathidus, Neognathidus 속이 산출되었으며 종의 다양성이 비교적 적다. 코노돈트 화석의 층서적 분포에 의하면 만항층 하부에는 Idiognathoides sulcatus Zone이 있고 상부에는 Neognathodus both rops Zone이 있음이 확인되었으며 이 화석대를 이미 연구된 북미와 유럽의 코노돈트 화석대와 대비하여 볼 때 만항층의 하부는 북미의 모르완(Morrowan, 소련의 Bashikirian)의 하부에서 중부에 대비되며 만항층 상부는 아토칸(Atokan) 상부 내지 데스모이네시안(Desmoinesian) 하부에 대비됨을 알 수 있다.[27]
- 만항층에서 발견되는 방추충 화석 Fusulinella, Pseudowedekindellina, Eostafella 등의 식물 화석은 석탄기 펜실베이니아세 모스코비안(Moscovian)을 지시한다. 만항층에서 발견되는 식물 화석 Neuropteris gigantea, Neuropteris sp. cf. pseudovata, Sphenopteris, Lepidodendron incertum 등의 화석은 후기 석탄기를 지시한다.[18]
- 이현석과 조성권(2006)은 암상에 따라 만항층을 하부와 상부 두 부분으로 나누었다. 두께 15~40 m의 하부 만항층은 주로 하천 환경에서 쌓인 역암과 괴상 사암으로 구성되며 조립질 사암, 엽리상 이암, 흑색 셰일이 협재된다. 만항층 상부는 역암, 괴상 사암과 함께 보라색 생교란 실트스톤, 석회암 등으로 구성된다. 상부에는 유백색~회색의 괴상 입자암~팩스톤이 나타난다. 이 퇴적암상 조합은 해수면 상승에 따른 분지 침강 초기에 퇴적되었고 퇴적 환경은 삼각주, 해안 평야와 늪지대를 지시한다.[28]

### 금천층
금천층(Geumcheon formation, 黔川層)은 과거 사동층 하부에 해당하는 지층이다. 지층의 이름은 태백시 금천동에서 유래되었다.
- 정창희(1969)에 의하면 금천층은 암회색 사암, 셰일, 석회암이 교호하며 석탄이 0.5 m 두께로 렌즈상으로 협재된다. 태백시 장성동-금천동 지역의 장성탄광 지역에서 금천층이 가장 잘 드러나며 이 지역에서는 7개 석회암층과 2 내지 3개의 석탄층이 협재된다. 석탄층은 셰일 혹은 석회암에 협재된다. 금천-장성 지역에서 금천층의 두께는 120 m 이상이나 같은 지역에서도 횡적인 변화가 심해 평균 두께는 70 m이다. 각 암석층의 두께는 사암이 1~3 m, 석회암이 0~5 m, 셰일층 10 m 이상이다. 금천층 석탄의 열량은 6,000 cal 이상으로 추정된다. 하부의 만항층으로 갈수록 점이적으로 색이 연해져 하한을 정하지 어렵다. 금천층 상한 위에는 장성층의 JA 윤회층이 있어 금천층의 상한을 정하기 쉽다. 금천층은 지역별로 암상과 두께의 변화가 크다.[19]
  - 장성탄광 : 금천층은 120 m 이상의 두께로 잘 발달하나 강원탄광에서는 두께가 감소한다. 금천광산과 함태광산 간 지역에서는 금천층이 함백산 단층에 의해 잘려나가고 위에 장성층만 남아 있다.
  - 도계탄광 : 금천층은 60 m 두께로 발달하며 2~4개 석회암층을 협재한다.
  - 황지탄광 : 이 지역에서 금천층은 두께가 다양하며 지층의 두께는 20 m 까지 감소한다. 한 단면에서는 2개 석회암층이 1 m 두께로 협재된다.
  - 어룡-동고탄광 : 이 지역에서 금천층은 두께가 20 m 이하이며 단 하나의 석회암층만 협재된다.
  - 동고-함백탄광 간 지역에서 금천층은 매우 얇아지며 사북 지역에서는 석탄층이 출현하지 않는다. 자미원-함백 지역에서는 금천층이 첨멸해 장성층의 JA 층이 만항층 위에 바로 오게 된다.
  - 함백탄광 지역에서 금천층은 첨멸한다. 이 지역에서 평안 누층군은 백운산 향사대를 따라 반원형으로 분포하고 만항층은 습곡축 서쪽으로 더 이어진다. 백운산 향사대 남쪽 날개 지역에서도 금천층은 두께가 매우 얇거나 아예 없다. 이런 상태가 지속되다가 동원광산의 화절치부터 금천층이 1~2매의 석회암을 협재하며 20 m 두께로 나타난다.
  - 동원-정암탄광 지역에서 금천층은 두께가 70 m 이상으로 증가하며 석회암층도 4매 혹은 더 많이 협재된다. 정암 탄광과 주변 지역에서는 습곡에 의해 금천층 분포지역이 매우 넓어져 2 km 에 이른다. 3~4회 반복되는 이 습곡은 등사(isoclinal) 습곡이어서 지표에서는 인지되지 않는다.
- 금천층은 원래 사동통 하부에 해당하는 것으로 석회암층을 협재하는 부분을 분리하여 명명한 것이다. 사동통은 평양 부근에 발달된 함탄층과 그 하위의 흑색 지층을 합하여 부른 것으로 지질시대는 페름기로 규정되어 있다. 따라서 과거 삼척탄전 지질조사 당시 삼척탄전의 흑색층을 사동통에 대비했다. 그러나 삼척탄전의 소위 '사동통' 하부에서는 모스코비안 상부에 해당하는 방추충의 화석이 발견되었고 페름기의 화석은 전혀 발견되지 않아 이후 금천층으로 명명되었다. 금천층은 곳에 따라 1~4매의 석회암층을 협재한다. 본 층이 명명된 장성탄광의 금천갱에서는 4매의 석회암층이 발견된다. 석회암층은 얇은층의 석탄층과 밀접한 관계를 가지고 발달한다. 사암, 셰일, 석회암, 석탄층과 함께 수 회의 윤회(輪廻)층을 구성한다. 이는 상위의 장성층이 육성층으로만 구성된 윤회층과는 대조적인 사실이다. 금천층은 70~100 m의 두께를 가지며 삼척탄전에서는 장성층과 밀접한 관계를 가지고 전 탄전에 걸쳐 발달되어 있다.[14]
- 금천층은 만항층 위에 정합적으로 놓인다. 구성 암석은 사암, 셰일, 석회암이고 얇은 석탄층을 협재한다. 전 층에 걸쳐 만항층에 비해 셰일이 우세하고 사암이 보다 조립질이며 현저히 암회색이다. 본 층의 석회암은 만항층에 비해 협재 빈도가 빈도가 높고 더 두껍다. 석회암은 방추충, 코노돈트, 해백합 줄기 화석을 포함하며 강동탄광에서는 석회암 중에서 완족패 화석이 발견되었다. 본 층에는 석회암이 보통 3매 협재되어 있으나 최대 7매에 달하는 곳도 있고 단위층의 두께는 보통 2~3 m, 최대 10 m에 달하는 곳도 있다. 두께 50 cm 이상의 앏은 석탄층은 석회암층 사이에 놓이거나 그 상위 혹은 하위에 놓이기도 한다. 셰일은 흔히 탄질이다. 강동탄광의 암회색 셰일 중에는 직경 2 cm의 니질(泥質)황철석 단괴가 산출된다. 삼척시 도계읍 상덕탄광 부근의 본 층은 사층리를 발달시키는 조립사암을 주로 한다. 본 층의 암상은 심한 횡적 변화를 보여 주는 것은 확실하나 함백탄광과 묵산탄광에서는 본 층이 없고 만항층 위에 장성층이 바로 놓이는 경우도 있다. 본 층의 두께는 함백탄광에서 0 m~장성탄광 금천구에서 최대 120 m이다.[20]
- 삼척탄전 서부 지역에서의 금천층은 주로 암회색 내지 흑색 셰일과 세립 사암으로 구성되며 3~4매의 암회색 석회암 및 2~3매의 석탄층을 협재한다. 이들 석탄층은 가행 대상이 되지 않는다. 본 지층에서는 소형 유공충, 방추충, 완족류, 코노돈트의 화석이 산출되며 만항층과 본 층이 해성층임을 지시한다.[21]
- 함백산 단층 동부 소도동-금천동-장성동 지역에서의 금천층은 만항층을 정합적으로 덮는다. 금천층의 최하부는 암회색 석회암을 기저로 하여 세립질 사암과 셰일의 윤회층으로 구성되며 중부는 암회색 석회암, 셰일 및 석탄층의 윤회층이며, 상부는 석회암, 셰일 및 사암의 호층대로 구성된다. 금천층 내에 함유된 함유된 여러 종류의 화석들은 본 지층이 해성층임을 지시한다.[22]
- 사북-고한 지역에서의 금천층은 주로 암회색 내지 회색 셰일과 세립질 사암으로 구성되며, 암회색 석회암이 3~4매 협재된다. 금천층 석회암의 두께는 곳에 따라 차이가 있는데 6 m에 달하는 석회암도 있다. 또한 이들 석회암 내에는 얇은 처트가 수 매 협재되어 있다. 이들 석회암에는 방추충, 완족류, 개형류, 해백합 줄기, 코노돈트 등이 풍부히 산출된다. 지층의 두께는 약 70 m 내외이다.[26]
- 금천층에는 지질시대를 결정할 만한 식물 화석은 발견되지 않았으나 후기 모스코비안을 지시하는 Quasifusulina, Obsoletes 등의 방추충이 발견되었다.[18]

### 장성층
장성층(Jangseong formation, 長省層)은 과거 사동층 상부에 해당하는 지층이다. 지층의 이름은 태백시 장성동에서 유래되었다. 장성층은 보통 JA, JB, JC, JD 4개 층으로 구분된다.
- 정창희(1969)는 장성층을 최하부 JA (20 m), 하부 JB (10~40 m), 중부 JC (50 m), 상부 JD (20 m) 4개의 윤회층으로 구분했다. 각각의 윤회층에는 석탄층이 협재된다. 장성층의 평균 두께는 100 m 이나 함백탄광에서 40 m, 백운산 근방에서 150 m 의 다양한 두께를 보인다. 장성층 하한은 JA층의 석탄층이나 탄질셰일 아래에 놓이는 기저 사암으로 규정된다. 장성층 상한은 함백산층과 장성층의 색깔이 달라 쉽게 결정할 수 있다. 장성층과 함백산층의 경계는 일부 지역에서 경사 부정합의 증거가 나타난다.[19]
- 사동층 상부에 해당한는 장성층은 도계읍 상덕리에 있는 경동광업소에 소규모로 분포하며, 하부에 금천층과 만항층이 분포하지 않은 채로 조선 누층군과 단층으로 경계를 이루고 있다. 본 층은 (암)회색의 조립(粗粒) 사암, 흑색 내지 암회색의 중립 및 세립질 사암, 흑색 셰일 그리고 탄질 셰일 및 무연탄으로 구성되어 있다. 본 층의 하부는 대체로 극조립(極粗粒)에서 중립(中粒)을 거쳐 세립질사암과 셰일 및 석탄층의 순서로 위로 갈수록 세립화(細粒化)하는 지층군이다. 상부는 거의가 흑색의 세립 내지 중립질 사암, 실트암 및 셰일로 구성된다.[29][30]
- 장성층은 그 발달이 가장 잘 알려져 있고 양질의 석탄을 산출하는 곳으로 유명한 장성 부근의 함탄층에 붙여진 이름으로서 종래 사동통 상부에 해당하는 지층이다. 금천층과는 암석의 색이 같으나 석회암층을 포함하지 않는다. 장성층은 뚜렷한 회색 사암을 기저로 하는 최하위 윤회층(JA)으로 시작하여 JB, JC, JD 에 이르는 4매의 윤회층이 점차로 위로 겹쳐지는 특징적인 지층이다. 각 윤회층은 아래에서 위로 기저 사암, 셰일, 석탄층 및 셰일의 순서로 되어 있으며 JC 에는 대체로 가장 두꺼운 석탄층이 협재되어 있다. 장성층뿐만 아니라 삼척탄전 전체를 통틀어 윤회층 JC 중의 석탄층이 본(本)탄층 또는 중(中)층이라고 불리며 가행되었으며 간혹 JB 에도 가행이 가능한 석탄층이 하(下)탄층이라 불린다. 윤회층 JC 중에는 석탄층 상반에서 식물 화석이 많이 발견된다. 이들 화석에 의하면 장성층의 지질시대는 페름기이다. 장성층의 두께는 120~170 m이며 각 윤회층의 두께는 20~60 m이다. 그 중 가장 두꺼운 것이 JC이다.[14]
- 삼척탄전 서부 지역에서의 장성층은 주로 암회색 조립 내지 중립 사암과 흑색 세립사암 및 셰일이며 3~5매의 석탄층을 협재한다. 장성층은 주요한 함탄층으로서 크게 보아 대체로 4개의 윤회층으로 구분된다. 각 윤회층을 하부로부터 설명하면 다음과 같다.[21]
  - 제1 윤회층 : 회색 내지 암회색 조립사암을 기저로 하여 흑색 세립사암과 셰일로 구성되며 윤회층 상부의 셰일 중에 1~2매의 얇은 석탄층을 협재한다. 본 윤회층의 두께는 20 m 내외이다.
  - 제2 윤회층 : 암회색 조립 내지 중립사암을 기저로 하여 흑색 세립사암과 셰일이 교호(交互)한다. 본 윤회층 상부에 하(下)탄층이라 불리는 1매의 석탄층이 협재된다. 본 윤회층의 두께는 10~40 m이다. 본 윤회층의 기저 사암은 화절치 이서로부터 두위봉 남부지역까지 유백색을 띠어 함백산층과 매우 유사해 오인하기 쉽다. 실제 과거 그 지역에 개설된 몇 개의 갱도에서는 주(主)탄층에 착탄하지 못하였다. 이는 유백색 사암을 함백산층으로 오인하고 장성층의 최하위층을 주탄층으로 잘못 판단한 것에 기인한다. 곳에 따라서는 중탄층과 하탄층의 구분이 곤란하고 하탄층을 중탄층으로 오인하기 쉬운 경우가 있다.
  - 제3 윤회층 : 암회색 조립 사암을 기저로 하여 흑색 세립사암과 셰일로 구성되며 1매의 석탄층을 협재한다. 이 석탄층을 중(中)탄층 또는 주(主)탄층이라 불리며 석탄층 상부의 셰일 중에 Pecopteris sp, Sphenopteris sp., Sphenophyllum sp., Lepidodendron sp., Cordaites sp., Calamites sp., Taeniopteris sp. 등 많은 종류의 식물 화석을 함유한다. 기저 사암은 10~30 m의 두께로서 연속성이 매우 좋아 운반 갱도 개설에 많이 이용되고 있다. 본 윤회층의 두께는 50 m 내외이다.
  - 제4 윤회층 : 얇은층의 흑색 세립사암 또는 조립사암을 기저로 하여 셰일이 우세하게 퇴적되어 있으며 이 중에 얇은 석탄층을 협재한다. 이 탄층을 상(上)탄층이라 부른다. 대체로 석탄층의 발달이 빈약하여 거의 가행되지 못하였다. 본 윤회층의 셰일 중에는 제3 윤회층의 셰일에 함유된 화석과 동일한 식물 화석이 특히 많이 함유되어 있다. 본 윤회층의 두께는 20 m 내외이다.
- 함백산 단층 동부 태백시 소도동-장성동 지역에서의 장성층은 금천층을 부정합으로 덮으며 가행할 만한 석탄층들이 협재되는 매우 중요한 지층이다. 본 층은 상부로부터 중립-조립질 사암, 석탄층이 협재되는 셰일, 조립질 사암 및 셰일로 구성되어 있어서 4회의 윤회층으로 되어 있으며, 일반적으로 4~5매의 세립~조립질 사암, 4~5매의 셰일 및 3~4매의 석탄층의 교호대로 구성되어 있다. 장성층은 지역적으로 상당한 변화를 보여서, 하부의 윤회층들이 얇게 변하거나 아예 없는 경우도 있으며 암상(巖相)에 있어서도 지역적인 차이를 보이고 있다.[22]
- 전희영(1985, 1887)은 장성층에서 페름기 아르틴스크절(Artinskian)의 식물화석 Annularia gracilescens Halle, Annularia mucronata Schenk, Annularia sphenophylloides (Zenker) Gutbier, Annularia stellata, Baiera, Calamites suckowii Brongniart, Calamites cistii Brongniart, Calamites sp. Tingia, Radictes, Strobilites 등을 발견하였다.[23][24]
- 장성층은 과거 사동층의 상부로서 석탄층이 협재된 주요한 지층이다. 구성 암석은 흑색 세립질 내지 조립의 사암, 셰일 및 석탄(무연탄)이다. 이 지층은 기저 사암, 흑색 셰일, 석탄층 및 셰일을 단위로 하는 윤회층이 반복됨이 특징이다. 최하부의 윤회층은 암회색의 중립 내지 조립 사암을 기저로 하며, 그 위에 얇은 층의 석탄층과 흑색 셰일이 차례로 놓이게 된다. 이 윤회층의 상부 셰일 내에는 1~2매의 얇은 석탄층이 협재되나 가행은 되지 않는다. 두 번째 윤회층의 기저는 암회색의 중립 사암이며 상부는 흑색 셰일과 세립 사암이 교호된다. 이 윤회층에는 1 m 미만의 석탄층이 협재된다. 세 번째 윤회층의 기저는 암회색 조립 사암으로 구성되며 연속성이 양호하다. 이 조립 사암은 다른 윤회층의 사암들보다 두껍다. 이 윤회층에는 두께 2~5 m의 석탄층이 협재되며 주(主)탄층이라 불린다. 이 주탄층 상위에는 대체로 셰일이 놓이며 많은 식물 화석이 산출된다. 대표적인 식물 화석은 Taeniopteris, Cordaites, Sphenophyllum, Sigilaria, Calamites, Neuropteris, Lepidodendron 등이 있다. 장성층의 최상부에 놓이는 4번째 윤회층은 흑색 세립 사암, 흑색 셰일, 얇은 층의 탄층으로 구성된다. 이 윤회층의 셰일 내에도 많은 식물 화석이 산출된다. 장성층의 두께는 약 100 m이다.[26]
- 삼척-고사리도폭 지질보고서(1994)에 의하면 장성층은 도계읍 상덕리에 있는 경동광업소에 소규모로 분포하며, 하부에 금천층과 만항층이 분포하지 않은 채로 조선 누층군과 단층으로 경계를 이루고 있다. 본 층은 (암)회색의 조립(粗粒) 사암, 흑색 내지 암회색의 중립 및 세립질 사암, 흑색 셰일 그리고 탄질 셰일 및 무연탄으로 구성되어 있다. 본 층의 하부는 대체로 극조립(極粗粒)에서 중립(中粒)을 거쳐 세립질의 사암과 셰일 및 석탄층의 순서로 위로 갈수록 세립화(細粒化)하는 지층군이다. 상부는 거의가 흑색의 세립 내지 중립질 사암, 실트암 및 셰일로 구성된다.[30]

### 금천-장성층
이현석과 조성권(2006)은 금천층과 장성층이 그 경계부에서 암상이 점이적으로 변하고 두 지층이 암상에 의해 구분되지 않는다고 하여 두 지층을 하나로 묶어 금천-장성층(Geumcheon-Jangseong Formation)을 새로 제안하였다.
- 이현석과 조성권(2006)에 의해 새로 정해진 금천-장성층은 암회색/흑색 사암과 셰일로 이루어지며 회색의 석회암층이 협재된다. 강동 단면에서는 수 미터 두께의 생물교란(bioturbated) 석회암층이 협재된다. 상하부에 나타나는 흑색 셰일은 Annularia, Lobatannularia, Sphenophyllum, Neuropteris과 같은 식물 화석을 포함한다. 이러한 암상 조합은 얕은 조하대에서 해안 습지나 석호(coastal swamp or coastal lagoonal) 환경에서 퇴적된 것으로 해석된다. 지층의 두께는 장성 단면에서 90 m이다.[28]
- 이상민 등(2010)은 장성동 북서쪽 13 km의 강동 단면(N 37°09'43", E 128°52'53"), 장성동의 장성 단면(N 37°06'01", E 129°00'07"), 장성동 동쪽 5 km의 동광 단면 (N 37°06'12", E 129°03'15") 3개 단면을 조사하였다. 결과로 Rhipidomella parva n. sp. 그리고 Stenoscisma wooi n. sp. 2개 신종을 포함한 20속 23종의 완족류 화석을 바탕으로 금천-장성층에서 Choristites, Rhipidomella, Hustedia 3개의 완족동물 화석군을 찾아내었다.[31]
  - 구래 지역의 등산로에 드러난 강동 단면은 금천-장성층 하부에 해당하며 흑색 셰일, 암회색 실트스톤, 흑색 사암과 박층의 석회암으로 구성된다. 이곳의 2개 셰일 층준에서는 완족류와 이매패류 화석이 풍부하게 산출된다.
  - 금천 마을로 가는 길에 있는 장성 단면은 만항층 최상부에서 금천-장성층 최상부까지 150 m가 드러나 있다. 이 단면의 중부는 역암, 사암, 식물 화석이 산출되는 암회색과 흑색 셰일로 구성되며 완족류, 이매패류, 산호, 삼엽충 등의 화석이 산출되는 층준은 만항층과 금천-장성층의 경계에 가깝다. 단면의 상부는 역암, 흑색 사암과 셰일로 구성된다.
  - 구문소 인근의 사면에 200 m 두께로 드러난 동광 단면에는 금천-장성층의 대부분이 드러나 있다. 단면의 하부는 회색 실트스톤, 녹회색 사암, 불연속적인 석회암으로, 흑색의 괴상 사암과 셰일로 구성되어 있으며 중간에 식물 화석을 포함하는 두께 4 m의 회색 셰일층이 있다.

### 함백산층
함백산층(Ha/Hb; Hambaeksan formation, 咸白山層)은 과거 고방산층 하부에 해당하는 지층이다.
- 삼척-고사리 지질도폭(1962)에 의하면 함백산층은 경동광업소 부근 장성층 상위에 분포하며, 주로 담회색 내지 회색의 역질 사암 및 조립 내지 중립의 사암과 유백색의 중립 내지 조립질의 사암이 대부분이나 실트암이나 셰일도 소규모 협재한다. 하부의 장성층과는 정합적 관계로 두 지층의 구분은 뚜렷한 암상의 차이로 용이한 편이다.[29][30]
- 정창희(1969)에 의하면 주로 유백색 사암으로 구성되며 흑색 셰일을 협재한다. 지층의 두께는 장성 광산에서 250 m, 도계 광산에서 270 m, 백운산 근방에서 350 m이다. 장성층과 함백산층은 대개 정합이나 일부 지역에서 부정합의 관계를 보인다. 부정합의 증거로 기저 역암층이 백운산과 옥동광산 지역에서 각각 20 cm와 10 cm 두께로 나타난다.[19]
- 함백산층은 함백산 주변에 표식적으로 분포하나 장성의 장성층 상위에도 잘 발달한다. 함백산층은 고방산통의 하부에 해당한다. 함백산층은 유백색 규암을 주로 하고 간간히 얇은 층의 흑색 셰일을 협재한다. 이 지층은 250~270 m의 두께를 가지며 본 층 상부에서 발견되는 식물 화석은 페름기를 지시한다.[14]
- 삼척탄전 서부 지역에서의 함백산층은 주로 유백색 내지 담회색 조립사암으로 구성되며 두께 5 m 이하의 흑색 셰일을 수 매 협재한다. 본 층에는 사층리가 많이 발달해 있다.[21]
- 함백산 단층 동부 황지동-장성동 지역에서의 함백산층은 하위의 장성층과 정합적인 관계를 가지며 기저부에는 0.3~1 cm 크기의 역을 함유하는 역암에서 암회색 셰일에 이르기까지 정상적인 점이 층리를 보이며 3회의 윤회층을 보인다. 그 상부에서는 상향 조립화를 보이는 윤회층이 6회 반복된 다음 다시 암회색 셰일층이 발달한다. 이 상위에는 대부분이 점이 층리를 보이며 역암 내지 역질 사암, 중립질 사암, 세립질 사암의 순서이거나 또는 그 상위에 셰일층이 놓이는 순서를 보이다가 본 층의 상한인 암회색 셰일이 분포한 다음에 도사곡층의 최하부 녹회색 셰일과 접한다.[22]
- 전희영(1985, 1987)은 함백산층에서 페름기 쿤구르절(Kungurian)에 속하는 식물화석 Annularia gracilescens Halle, Annularia mucronata Schenk, Annularia sphenophylloides (Zenker) Gutbier, Annularia stellata, Lobatannularia sp. cf. L. lingulata Hall, Lobatannularia sinensis Halle, Calamites suckowii Brongniart, Calamites cistii Brongniart, Calamites sp. 등을 발견했다.[23][24]
- 함백산층은 주로 유백색 내지 회백색 조립 사암으로 구성되며 간간히 흑색 셰일이 협재된다. 이 지층을 구성하는 사암의 95% 이상은 석영으로 구성되며 기질의 양이 적다. 함백산층을 이루는 사암은 풍화에 대한 저항이 강해 높은 절벽이나 능선을 이룬다. 이 지층의 두께는 70 m 내외이다.[26]
- 삼척-고사리도폭 지질보고서(1994)에 의하면 함백산층은 경동광업소 부근 장성층 상위에 분포하며, 주로 담회색 내지 회색의 역질 사암 및 조립 내지 중립의 사암과 유백색의 중립 내지 조립질의 사암이 대부분이나 실트암이나 셰일도 소규모 협재한다. 하부의 장성층과는 정합적 관계로 두 지층의 구분은 뚜렷한 암상의 차이로 용이한 편이다.[30]
- 이현석과 조성권(2006)에 의하면 함백산층의 암상조합은 삼각주가 석호(lagoonal)나 바다 쪽으로 확장되는 환경에서 퇴적된 것이다.[28]

### 도사곡층
도사곡층(Ds; Dosagok formation, 道士谷層)은 과거 고방산층 상부와 녹암층 하부에 해당하는 지층이다.
- 정창희(1969)에 의하면 도사곡층은 백색 내지 적색의 사암부터 시작하며 지층의 두께는 백운산 향사대에서 300 m, 장성광산과 황지동 사이에서 600 m이다.[19]
- 삼척탄전 서부 지역에서의 도사곡층은 담녹회색 내지 유백색 조립사암 녹회색 셰일 및 역질 사암으로 구성된다. 담녹회색 조립 내지 극조립사암은 분급(分級) 상태가 극히 불량하다. 본 층 중부에는 자색(赭色) 셰일과 사암을 협재한다.[21]
- 전희영(1985, 1987)은 도사곡층에서 중기 페름기에 해당하는 Annularia gracilescens Halle, Annularia sphenophylloides (Zenker) Gutbier, Lobatannularia sp. cf. L. lingulata Hall, Lobatannularia sinensis Halle, Calamites cistii Brongniart, Calamites sp. 등을 발견했다.[23][24]
- 사북-고한 지역에서의 도사곡층은 주로 조립 내지 극조립 사암, 녹색 내지 적색 셰일 및 사질 셰일로 구성된다. 특히, 이 지층의 하부는 담갈색 내지 유백색 조립 사암과 극조립 사암으로 구성되며 이에 올리브색-녹회색의 셰일이 협재된다. 도사곡층의 암상은 변화가 심하며, 상부에는 적색 사암 내지 이암이 협재된다. 사암은 주로 석영으로 구성되며 백운모도 관찰된다. 함백산층 사암은 매우 단단하며 도사곡층의 사암은 함백산층의 사암보다 연하다. 이 지층의 두께는 약 250~350 m이다.[26]
- 이현석과 조성권(2006)에 의하면 도사곡층은 괴상 사암, 사층리를 가지는 역암과 사암(cross-stratified conglomerate to sandstone), 보라색 실트스톤과 사암으로 구성된다. 자색 사암은 물 위로 드러난(subaerial) 환경에서, 사층리가 드러난 역암과 사암은 해안 평야나 충적 평야를 흐르는 하천 가운데의 모래섬들이 이동하면서 쌓은 퇴적층으로 해석되었다.[28]

### 고한층
고한층(Go/Gh; Gohan formation, 古汗層)은 녹암층 중부에 해당하는 지층이다. 고한층에서 산출되는 식물 화석은 후기 페름기를 지시한다.
- 정창희(1969)에 의하면 회색의 세립~중립사암으로 구성되며 두께 40 cm의 탄질 셰일이 협재된다. 고한층의 전체 두께는 200 m이다.[19]
- 삼척탄전 서부 지역에서의 고한층은 담녹색 세립사암을 기저로 하여 담녹색 세립 내지 중립사암, 녹회색 내지 회색 실트스톤과 셰일로 구성된다. 최상부는 녹색 세립사암과 실트스톤 및 자색(赭色) 셰일의 호층으로 구성된다. 본 층 사암에는 장석립(粒)이 다량 함유되어 있다. 사층리가 특히 많이 발달되어 있다.[21]
- 전희영(1985, 1987)은 고한층에서 페름기에 해당하는 Lobatannularia heianensis (Kodaira) Kawasaki 등의 식물 화석을 발견하였다.[23][24]
- 사북-고한 지역에서의 고한층은 백운산 향사의 축부(軸部)에 분포하며 주로 녹회색 세립사암, 사질 셰일 및 셰일로 구성된다. 고한역 뒤 도로변에는 암녹회색 셰일과 회색 셰일이 잘 발달해 있다. 이 지층을 이루는 담녹색의 세립 내지 중립 사암은 주로 석영으로 구성되며 소량의 사장석이 포함된다. 석영과 사장석의 원마도와 분급도는 불량하다. 이 지층에서는 Gigantopteris nicotianaefolia, Lobatannularia heianensis 등의 식물 화석이 풍부하게 산출된다. 이 지층의 지질시대는 이들 식물 화석에 근거하여 상부 페름기 초기로 밝혀졌다. 지층의 두께는 약 200 m이다.[26]
- 이현석과 조성권(2006)에 의하면 고한층은 괴상 사암, 회색 실트스톤, 흑색 셰일이 교호하며 여기에 박층의 역암과 사층리가 있는 사암, 자색 실트스톤이 협재된다. 이 암상조합은 상향 세립의 양상을 보이며 괴상 사암으로 시작해 위로 갈수록 회색 실트스톤 그리고 흑색 셰일로 변한다. 고한층의 암상조합은 오목한 만에서 조류의 영향을 거의 받지 않은 저산소 내지 무산소 영역에서 퇴적된 것으로 해석되었다.[28]

### 동고층
동고층(Donggo formation, 東古層)은 녹암층 상부에 해당하는 지층이다. 동고층은 고한층을 부정합으로 덮으면서 정선군 고한읍 고한리에서 1 km 동쪽에 동-서 방향으로 분포되어 있다고 보고되어 있다. 표식층은 삼척탄전 고한리 동고탄광 부근에 분포한다. 구성 암석은 녹색과 적색을 띠는 장석질 세립사암과 실트암이며 기저부에는 기저 역암이 발달되어 있다. 동고층의 두께는 약 400~600 m에 달할 것으로 추측되나 정확한 두께는 알 수 없다. 동고층에서는 화석이 발견되지 않아 지질시대를 해석할 수 없으나 동고층 아래의 고한층에서 페름기 식물 화석이 나오고 동고층이 고한층을 부정합으로 덮는 것을 근거로 동고층의 지질시대는 고생대 페름기 말에서 중생대 트라이아스기 초로 추정되고 있다. 동고층은 상부의 백악기 적각리층에 의해 부정합으로 덮인다.
- 삼척탄전 서부 지역에서의 동고층은 주로 녹색 세립 내지 중립의 장석질사암으로 구성된다. 곳에 따라 극히 석회암 렌즈를 협재한다. 삼척탄전 동부 지역과는 달리 본 지역에서는 자색(赭色) 사암과 셰일을 거의 협재하지 않는다.[21]
- 사북-고한 지역에서의 동고층은 담회색의 세립 내지 중립질 사암과 녹색 내지 적색 셰일로 구성된다. 이 지층의 사암은 주로 원마도와 분급도가 불량한 석영과 장석으로 구성된다. 특히 이 지층에는 사층리가 풍부하게 발달해 있다. 이 지층의 지질 시대는 이 지층 하부에 발달된 고한층의 지질 시대에 비추어 중생대 초기 트라이아스기에 속한다. 지층의 두께는 약 400 m이다.[26]
- 이용일 등(2009)은 평안 누층군 지질시대의 상한을 알아내기 위해 강원도 태백시에 분포하는 고한층(N 37°07'1.25", E 129°00'25.43")과 동고층(N37°07'24.14", E129°00' 12.25")에서 각각 3 kg 정도의 사암 시료를 채취하고 쇄설성 저어콘의 U-Pb 연대를 측정하였다. 동고층의 가중치 평균연대는 252±7.3 Ma (n=4)로 계산이 되며, 이 연대 역시 가장 젊은 저어콘의 개별 연대(249±5 Ma)와 오차 범위 내에서 일치하고, 후기 페름기(Wuchiapingian)에서 중기 삼첩기(Anisian)의 시작까지 해당한다. 결론적으로 평안 누층군의 최상부에 해당하는 동고층의 최대 퇴적시기는 가장 젊은 저어콘의 지질 연대와 YC2σ (3+) 연대를 종합하면 고생대 페름기의 마지막 시기 이후일 것으로 해석할 수 있으며, 후기 페름기 이후에 퇴적된 것으로 추정되는 고한층과 부정합으로 접촉하고 있다는 점을 고려할 때 중생대 초기 트라이아스기일 가능성이 크다. 한편 한반도에서 송림변동은 후기 페름기에서부터 후기 삼첩기까지 일어난 것으로 여겨지고 있는데, 삼척탄전에 발달한 백운산 향사대가 평안 누층군의 퇴적이 일어난 후 송림 변동을 받으면서 형성되었다는 것을 감안하면 동고층의 지질시대는 전기 트라이아스기로 한정시킬 수 있다. 따라서 평안 누층군의 지질시대 상한은 전기 삼첩기로 판단된다.[32]
- 이현석과 조성권(2006)에 의하면 동고층은 역질사암, 사층리가 있는 사암, 괴상 자색 실트암으로 구성되며 이 암상조합은 하천 환경에서 쌓인 것으로 해석되었다.[28]

평안 누층군 지질 계통표
| 지질 시대                      | 지질 시대                    | 지질 시대    | 지역     | 지역       | 지역          | 지역     | 지역     | 지역     | 지역     | 지역     |
| 기                             | 세                           | 절           | 삼척탄전 | 강릉탄전   | 정선-평창탄전 | 영월탄전 | 단양탄전 | 보은탄전 | 평남분지 | 두만분지 |
| ------------------------------ | ---------------------------- | ------------ | -------- | ---------- | ------------- | -------- | -------- | -------- | -------- | -------- |
| 중생대 삼첩기 201.3–252.17 Mya | 중세 237–247.2 Mya           | 아니시안     | 동고층   |            | 박지산층      |          | 동고층   |          | 태자원통 |          |
| 중생대 삼첩기 201.3–252.17 Mya | 전세 247.2–252.17 Mya        | 인두안       | 동고층   |            | 상원산층      |          | 동고층   |          | 태자원통 |          |
| 고생대 페름기 252.17–298.9 Mya | 로핑기아 252.17–259.8 Mya    |              |          |            |               |          |          |          | 고방산통 | 송상통   |
| 고생대 페름기 252.17–298.9 Mya | 과달루페 259.8–272.3 Mya     | 카피탄       | 고한층   | (언별리층) | 옥갑산층      |          | 고한층   |          | 고방산통 | 송상통   |
| 고생대 페름기 252.17–298.9 Mya | 과달루페 259.8–272.3 Mya     | 워디안       | 도사곡층 | 망덕산층   | 옥갑산층      |          | 도사곡층 |          | 고방산통 | 송상통   |
| 고생대 페름기 252.17–298.9 Mya | 과달루페 259.8–272.3 Mya     | 로디안       | 도사곡층 | 망덕산층   | 옥갑산층      |          | 도사곡층 |          | 고방산통 | 송상통   |
| 고생대 페름기 252.17–298.9 Mya | 시수랄리아 272.3–298.9 Mya   | 쿤쿠리안     | 함백산층 | 함백산층   | 옥갑산층      |          | 함백산층 | 함백산층 | 고방산통 | 계룡산통 |
| 고생대 페름기 252.17–298.9 Mya | 시수랄리아 272.3–298.9 Mya   | 아르틴스키안 | 장성층   | 장성층     | 장성층        | 미탄층   | 장성층   | 장성층   | 사동통   | 계룡산통 |
| 고생대 페름기 252.17–298.9 Mya | 시수랄리아 272.3–298.9 Mya   | 사크마리안   |          |            | 밤치층        | 밤치층   |          | 밤치층   | 사동통   | 암기통   |
| 고생대 페름기 252.17–298.9 Mya | 시수랄리아 272.3–298.9 Mya   | 아셀리안     |          |            | 밤치층        | 밤치층   |          | 밤치층   | 입석통   | 암기통   |
| 고생대 석탄기 252.17–298.9 Mya | 펜실베이니아 298.9–323.2 Mya | 모스크바     | 금천층   | 금천층     | 금천층        | 판교층   | 금천층   |          | 홍점통   |          |
| 고생대 석탄기 252.17–298.9 Mya | 펜실베이니아 298.9–323.2 Mya | 모스크바     | 만항층   | 만항층     | 만항층        | 요봉층   | 만항층   | 만항층   | 홍점통   |          |
| 고생대 석탄기 252.17–298.9 Mya | 펜실베이니아 298.9–323.2 Mya | 바시키르     | 만항층   |            | 만항층        | 요봉층   | 만항층   |          |          |          |

## 중생대퇴적암
중생대에 형성된 퇴적암 지층은 삼척시 도계읍 남부 끝에 소규모로 분포한다. 이 지층은 경상 누층군에 대비된다.

### 적각리층
적각리층(Kj)은 흥전층과 같이 심포리-흥전리 일대에 분포한다. 적각리층은 평안 누층군 함백산층과 조선 누층군을 덮으며 유문암에 의해 덮여 있다. 본 층은 적자색(赤紫色) 내지 잡색의 역암, 역질 사암, 사암 그리고 이암으로 구성된다. 지층의 하부에는 역암이 우세하고 상부에서는 역암이 사암, 이암과 함께 양호한 층리를 보이며 교호(交互)한다. 역암의 역(礫)은 화강암질 편마암, 편암, 석회암, 사암, 규암, 셰일 등 변성암 복합체, 조선 누층군 및 평안 누층군의 각종 암석들로 구성된다. 사암층의 일부에는 사층리가 발달한다. 원동광산 지역에서는 적색 기질에 다양한 성분의 역으로 구성된 역암과 사암으로 구성되고 층리 발달이 불량하지만 주향과 경사는 대략 북동 30~40°및 남동 40~50°이다.

### 통리협곡
통리협곡과 미인폭포가 발달하는 통리 일대는 과거에 하천 유역이 바뀐 하천쟁탈 현상이 일어난 곳이다. 원래는, 백병산(1260.6 m) 북측에서 발원한 물은 삼척시의 오십천으로 가지 않고 태백시의 통리역과 철암천을 거쳐 낙동강 수계인 황지천으로 흘러가는 하천이었으며 이때는 미인폭포도 없었다. 안정된 철암천과 달리 동해바다로 흘러가는 삼척의 오십천은 하상 경사가 급하여 하천 상류가 지속적으로 침식되고 결국 철암천과 만나 삼척의 오십천이 철암천의 유역을 빼앗는 하천 쟁탈 현상이 발생하였다. 이로 인해 철암천의 발원지는 백병산에서 연화리 양지로 변경되고 과거 물이 흐르던 통리 지역은 풍극(Wing gap)이 되어 물이 흐르지 않게 되었다. 현재도 삼척 오십천에는 계속해서 침식 작용이 발생하고 있으며 침식 활동의 선두에 위치한 것이 바로 미인폭포이다. 통리 지역에는 하천퇴적물이 분포하고 있어 풍극임이 확실하다. 도계읍 심포리의 미인폭포와 통리협곡 지역의 암석은 적각리층으로 역암과 사암, 셰일의 호층으로 구성된다. 통리 협곡은 한국의 그랜드 캐니언으로 불린다.
통리협곡
- 미인폭포는 철암천과 오십천의 하천쟁탈의 결과로 생성된 폭포이다.
- 통리 협곡 안내판
- 도계읍 계곡 전경. 오른쪽 하단

### 흥전층
흥전층(Kh)은 경상계에 속하며 심포리-흥전리 일대에 분포한다. 응회암류와 응회질 쇄설암류로 구성되며 응회질 쇄설암류에는 담녹회색, 녹회색, 회록색의 역암/역질사암, 사암, 실트암, 이암들이 있다. 드물게 암회색, 갈회색의 실트암, 이암도 관찰된다. 이들은 대체로 상향세립성의 평범한 층리를 이루며 역질사암과 사암의 단위층에는 점이 층리가 발달한다.

### 유문암
유문암(Kav)은 산성화산암류이며 도계읍 심포리와 구사리, 흥전리의 일부 지역에 소규모로 분포하고 있다. 적각리층과 흥전층 및 화강암질 편마암을 덮고 있다.

## 중생대 화성암

### 화강반암
화강반암(Kgp)은 도계읍 상덕리 경동탄광 동쪽에서 평안 누층군 함백산층을 암주상으로 소규모 관입하고 있다.

## 신생대제3기북평 분지
북평 분지는 삼척시 북평동을 중심으로 분포하는 신생대 제3기의 퇴적 분지로 북평층과 북평 역암층/운곡동 역암층 2개 지층으로 구성된다. 조선 누층군을 부정합으로 덮는 북평층은 주로 회백색 이암으로 구성되며 중간에 석탄이 협재되고 전체 두께는 40~45 m이다. 북평 역암층 또는 운곡동 역암층은 주로 역암으로 구성되며 사암과 사질셰일, 셰일이 협재되고 전체 두께는 60~70 m이다. 북평층에서는 유공충과 규조류 화석(담수종 Melosira granulata, Stephandiscus astraea, Stephandiscus niagarae, Stauroneis phoenicutron, 기수종 Fragilaria bituminosa varieties, Ampora ovalis 등)이 발견되었다.

## 삼척탄전의 지질구조
삼척탄전 내에는 수많은 습곡과 단층들이 발달해 있어 매우 복잡한 지질 구조를 보이고 있다. 삼척탄전 내의 스러스트 단층과 지질 구조는 일제 강점기 일본인 지질학자들에 의해 보고되었다. 태백산지구지하자원조사단(1962)에서는 함탄층이 절단 없이 연장되는 것으로 보아 이러한 지질 구조는 스러스트 단층이라기보다는 과습곡 구조에 의한 것으로 해석하였다. 그러나 1960년대부터 태백시 황지동 일대에서 심부(深部) 탄광이 개발됨에 따라 많은 단층들의 존재를 인지하게 되었다. 정창희(1976)는 삼척탄전 내에서 여러 스러스트 단층들의 존재를 확인하고, 스러스트 단층들은 북쪽에서 남쪽을 향하여 이동하였으며 스러스트 운동의 시기는 쥐라기 후기-백악기 중기로, 동-서 방향의 백운산 향사대와 스러스트 단층들을 절단하고 있는 남-북 방향의 함백산 단층의 생성 시기는 백악기 말-제3기 초인 것으로 해석하였다. 대한광업진흥공사에 의하여 황지 일대의 함탄대 시추결과 안대영 외(1983)는 이 지역 일대의 동-서 방향의 주향을 갖는 스러스트 단층으로서 이의 운동 시기는 백악기 말로 보고하였다. 함탄층이 단절되지 않은 것처럼 보이는 것은 함탄층에 미끄러짐이 집중되어(slippage zone) 함탄층이 단층면에 따라 상반에서는 더 많이 끌려 올라가고, 하반에서는 더 많이 끌려 내려가는 등 실제로는 변위되어 있지만, 그 상황을 이해하지 못한 채 연속된 것으로 해석하였기 때문이라 생각된다.

### 원동 스러스트 단층
원동 스러스트 단층(Wondong Thrust Fault)은 태백시 원동을 중심으로 대략 북동-남서 주향에 북쪽으로 경사하는 충상단층이다. 원동 스러스트 단층 상반에는 조선 누층군 풍촌 석회암층부터 막골층까지 분포하며 상반의 지층들은 단층면 부근에서 고각 경사하지만 단층에서 멀어지면서 경사가 낮아져 이들이 상반 배사구조를 이루고 있다. 그리고 원동 스러스트 단층 남측에서는 풍촌 석회암층이 클리페 구조로 하반 지층 위에 분포하고 있기도 하다.

### 함백산 대단층
함백산 대단층(Hambaegsan Great Fault, 咸白山 斷層)은 백운산 향사대를 둘로 나누며 삼척 탄전의 주요한 단층이다. 이 단층은 북서 85°의 주향으로 태백시 화전동의 용연동굴에서 오투리조트와 소도동 중부, 금천동 중서부를 지나 봉화군 석포면 대현리까지 이어진다. 정창희(1969)에 의하면 함백산 단층은 동쪽으로 60~85°경사하고 동측이 낙하한 정단층이며 단층의 경사는 황지에서 60°E, 문곡광산에서 85°E이다. 단층 남부에서 지층의 수평 변위량은 약 4 km이다. (해석 : 정단층 운동으로 동측의 상반이 낙하한 후 서측의 하반이 침식 삭박되어 지표에 수평 변위가 발생한 것처럼 보이는 것이다.) 김정환과 김태호(1985)에 의하면 함백산 단층은 그 동부 지역이 남쪽으로 이동한 주향 이동 단층이다. 이 단층은 황지 단층, 소도리 단층 및 문곡 단층을 차례로 절단했다. 이를 보아 함백산 단층은 정단층 운동 중 가장 후기의 단층으로 판단된다. 황지동-금천동 지역에서 주향 이동 단층의 특성을 보여 지질도 상으로 만항층을 약 5 km 변위시켰다. 본 단층 동부 지역 평안 누층군 내의 단층들은 북서 20°~북동 5° 북동 70°~동-서의 주향에 40~90°의 급한 경사를 보이며 단층 파쇄대의 폭은 9~60 cm에 이른다. 단층 서부 지역 평안 누층군 내의 단층은 북서 10°, 북동 30°및 북서 78°의 주향에 40~70°의 경사를 가지며 단층 파쇄대의 폭은 60 cm이다.
함백산 단층 동부

### 혈암 스러스트 단층
혈암 스러스트 단층은 함백산 단층 북단부의 태백시 화전동으로부터 동-서 주향으로 이어져 황지동 북부를 지나 삼척시 도계읍 흥전리에서 북북동 주향으로 바뀌어 고사리까지 달리는 흥전 스러스트 단층로 이어진다. 이 단층에 의해 스러스트 단층 남측의 만항층, 장성층과 함백산층 위로 북측의 조선 누층군 막동 석회암층이 충상되어 있으며 매봉산 부근에서는 만항층이 막골층 위에 부정합으로 놓여 있다. 이 단층은 추전 부근에서 그리고 지표에서 평균 20~30°로 북쪽으로 경사하나 갱내 시추자료에 의하면 북쪽으로 가면서 경사가 완만해지며 부분적으로는 60°이상의 급경사를 이룰 때도 있다. 혈암 스러스트 단층의 평균 경사는 태영탄광 및 한성탄광 갱내와 석회암층 상부에서 가행한 시추 자료로서 확인되었다. 혈암 스러스트 단층은 설바위-한성탄광까지는 지표에 잘 나타나 있지만, 동쪽으로 가면서는 지표에 잘 보이지 않으며, 스러스트 단층에 따라서 폭 1~2 m의 단층각력대 또는 단층점토가 발달하고 있다. 단층의 변위량은 화전동-소도동 단면에서 4.0 km, 황지동 단면에서 3.25 km이다.

### 동고 단층
동고 단층(Donggo Fault)은 고한읍 고한리의 동고탄광에서 태백시 화전동으로 이어지며 남측이 낙하한 단층이다.

### 황지 단층
황지 단층(Hwangji Fault)은 황지동에서 철암동으로 이어지는 수직 단층이다. 동고 단층의 연장으로 추정된다.

### 화전 스러스트 단층
화전 스러스트 단층은 황지동 중부 태백역 부근에서 화전동 남부로 이어지는 스러스트 단층이다. 황지 배사 습곡 구조와 조선 누층군 상부, 평안 누층군 만항층 등이 평안 누층군 동고층 위로 충상되어 있다. 혈암 스러스트 단층과 같이 북쪽으로 저각 경사한다. 변위량은 2.35~2.5 km 정도이다.

### 서북 스러스트 단층
서북 스러스트 단층은 오투리조트 골프장 부근에서 황지동 남부 문곡역 부근까지 이어지는 동-서 주향의 스러스트 단층으로 곳에 따라서 평안 누층군 장성층이 함백산층이나 도사곡층 상위로 충상되어 있다. 이 단층의 변위량은 500~600 m이다.
- 스러스트 단층들의 생성 순서는 혈암 스러스트 단층이 먼저 생성되고, 서북 스러스트 단층이 나중에 생성되었으며, 스러스트가 운동하면서 먼저 형성된 스러스트 단층이나 내프(Nappe) 구조가 함께 변형되고 이동된 Piggy-back 형태의 특징을 보이고 있다. 나중에 생성된 단층일수록 변위량이 감소한다.[37]

### 흥전 스러스트 단층
흥전 스러스트 단층은 삼척시 도계읍 점리에서 함백산층과 장성층 위에 만항층을 올려놓은 내프(nappe) 구조를 이루고 있으며 흥전 내프라 불린다. 도계광업소 흥전갱 및 점리갱과 시추공에서 확인된 바로는 평균적으로는 북서쪽으로 20~30°경사하나 흥전 내프 부근 일부에서 남동쪽으로 약 20°경사한다.

### 마교 스러스트 단층
마교 스러스트 단층은 고사리에서 도계리까지 남-북으로 달리다가 동-서로 방향을 바꾸어 상덕리에 이른다. 이 단층은 마교리, 도계리, 상덕리 일대에 조선 누층군 풍촌 석회암층을 평안 누층군 함백산층 또는 장성층 위로 충상시켰으며 특히 상덕리 부근 경동탄광 사무실 북측에서는 내프 구조를 보인다. 이 단층의 경사는 평균 20°이나 부분적으로는 수평일 때도 있는 것이 확인되었다. 마교 스러스트 단층은 마교리에서 흥전 스러스트 단층을 절단하고 있어 흥전 스러스트 단층이 생성된 이후에 일어난 단층 운동이나 시간적인 격차는 크지 않을 것이다. 마교리 스러스트 단층은 정고리골 부근에 석회암층이 함백산층을 덮게 한 소부치(召富峙) 스러스트 단층과 연결된 것으로 보이며 백산 스러스트 단층과도 동시기에 형성된 단층으로 생각된다.

### 오봉산 스러스트 단층
오봉산 스러스트 단층은 삼척시 도계읍 흥전리에서 상덕리에 위치한 오봉산(729 m)까지 이어지는 스러스트 단층으로 장성층이 도사곡층과 함백산층 위로 충상되었다.

### 문곡 단층
문곡 단층(Mungog Fault)은 태백시 문곡동 일대에 북동-남서 방향으로 발달하며 소도리 단층을 문곡동에서 절단하고 있다.

### 철암 단층
철암 단층은 철암동에서 철암천을 따라 북북동 방향으로 발달하는 수직 단층이다. 서측을 상승시키고 동측을 남쪽으로 이동시켰으며 석탄공사 장성지구와 강원탄광의 경계이기도 하다. 철암 단층과 함백산 단층은 직접 연관되어 있지 않아 정확한 선후 곤계는 알 수 없으나 대체로 거의 동일한 시기에 형성된 것으로 생각된다.
함백산 단층 서부
백운산 향사대에는 북북동-남남서 주향의 단층들이 많이 발달한다. 두위봉 단층, 화절치 단층, 함동 단층을 비롯하여 북동-남서 방향의 단층 대부분은 북서쪽으로 경사하고 북서측 지괴가 상승한 역단층이다.

### 고한 단층
고한 단층(Gohan Fault)은 하이원리조트 남쪽의 백운산에서 시작해 고한읍 고한리를 지나 북북동쪽으로 이어지는 단층으로 위치상 백전리 단층의 일부로 보인다. 이 단층은 동측 지괴가 낙하한 수직 단층이다.

### 사북 단층
사북 단층(Sabug Fault)은 정선군 사북읍 사북리에서 시작해 사북읍 직전리를 지나 북북동쪽으로 이어지며 위치상 호명 단층의 일부로 보인다. 이 단층은 서쪽이 낙하한 수직 단층으로 추정된다.

### 고일 단층
고일 단층(Goil Fault)은 강릉시까지 이어지는 단곡 단층의 일부이며 동측이 상승했다. 고일동은 단곡 단층이 지나는 정선군 남면 유평리 계곡에 위치한다.

## 삼척시의 광상과 지하자원

### 원동광상
원동광상은 태백산 광화대 북부 삼척시 하장면 하사미리, 백악기 말 석영반암과 조선 누층군 막골층의 접촉부에 있는 접촉교대형 스카른 다중금속광상으로 철광상과 중석-휘수연석, 회중석, 연-아연광상이 있다. 원동광상을 북동-남서 방향으로 지나가는 원동 스러스트 단층을 기준으로 북부에 조선 누층군 풍촌 석회암층, 화절층이 있고 남부에 조선 누층군 풍촌 석회암층, 화절층, 동점층, 두무골층, 막골층, 평안 누층군이 차례로 분포하며 이들을 유문암질암, 석영반암, 산성/염기성암맥이 관입하고 있다.
원동광산 내에서 묘봉층은 지표에 노출되지 않았지만 시추공에서 216 m의 두께가 확인되었다. 풍촌 석회암층은 주로 괴상 (담)회색, 우백색, 홍백색 석회암으로 구성되며 분포지 남측은 원동 스러스트 단층으로 막골층과 접하고 북측은 화절층과 정합으로 접한다. 풍촌 석회암층은 대체로 북동 40~50°의 주향과 북서 10~40°의 경사를 가진다. 화절층은 북동 30~60°의 주향과 북서 10~35°의 경사를 가진다. 동점 규암층은 원동광산 북측에 북동 40~50°의 주향과 북서 15~20°의 경사, 5~15 m의 두께로 분포하며 시추 결과 원동 스러스트 단층 하반 화절층 위에 45 m 두께로 분포한다. 두무골층은 (녹)회색 셰일과 회색석회암이 호층을 이루며 주향은 북동 20~50°, 경사는 북서 10~20°, 두께는 130~160 m이다. 막골층은 층리가 양호한 (담)회색 석회암으로 구성되고 셰일-점판암, 이암, 실트스톤이 협재된다. 주향은 북동 15~75°이고 두께는 400 m이나 경사는 유문암/석영반암 양측에서 상반된다. 평안 누층군 만항층은 사암, 셰일, 석회암으로 구성되고 주향은 북서/남서, 경사는 북동/남동이다.
막골층에서 활발히 진행된 스카른 광화작용은 주로 석영반암, 암맥과 접하는 지역, 단층파쇄대에서 발생하였다. 주요 스카른 광물로는 석류석, 녹니석, 녹렴석, 투휘석, 휘석, 방해석, 각섬석, 형석, 중석, 방해석, 금운모, 베수비아나이트(vesuvianite) 등이 있다. 자철석 광상에 배태된 금운모에 대한 칼륨-아르곤 연대 측정 결과는 51.97 Ma이다. SHRIMP U-Pb 연대측정 결과 석영반암 79.37±0.94 Ma, 장석반암맥 50.64±0.44 Ma, 칼륨-아르곤 연대 측정으로 거정질 금운모 49.1±1.1 Ma, 괴상 금은모 49.2±1.2 Ma, 스카른광물에 같이있는 금운모 49.9±3.6 Ma, 열수변질작용의 산물인 일라이트 48.3±1.1 Ma의 생성시기가 결정되었다.

### 제2연화광산
제2연화광산은 삼척시 가곡면 풍곡리에 위치하며 이 광상은 단층을 따라 화성암이 관입하여 조선 누층군 묘봉층과 풍촌 석회암층의 석회암을 교대하여 형성된 전형적인 스카른 광상이다. 광산의 지질은 백운산 향사대의 동단부에 속하고 조선 누층군과 이들을 관입한 화강반암 및 석영반암으로 구성되며 남-북 방향의 역단층에 의해 하강한 단층의 동측부에 광산이 있다. 광체는 모두 12개 이상으로 모암 및 화성암의 관계에 따라 하반광체군(월곡하반광체), 상반광체군(월곡상반광체) 및 선곡광체로 구분된다. 광물은 섬아연석, 방연석, 황동석 및 자류철석 등이다. 제2연화광산의 직내골 광미적치장으로부터 유출되는 침출수를 분석한 결과 비소나 납, 카드뮴 같은 유해물질은 매우 낮은 함량만이 검출되어 이들 원소들에 의한 수질오염 문제는 없는 것으로 확인되었다. 대신 철(최대 257 mg/L)과 망가니즈(최대 108 mg/L), 아연(10.21 mg/L)이 상대적으로 높은 수치가 나왔다.

### 삼조 금광산
삼조광상 또는 삼조 금광산은 삼척시 하장면 조탄리 일대에 분포하는 금 광상으로 조선 누층군 풍촌 석회암층의 열극을 충진한 석영맥상의 열수 광상이다. 광산의 지질은 조선 누층군 풍촌 석회암층, 화절층 등과 이를 관입한 섬록암, 화강섬록암, 화강암, 유문암질암 (조탄리 화강암체), 산성/염기성맥암 등으로 구성된다. 화강섬록암 중 흑운모의 칼륨-아르곤 연대 측정 결과는 108±2.0 Ma로서 중생대 백악기이다. 이 광산은 일제강점기 개발이 시작되었으며 10개의 광맥이 발달하였다고 한다. 또한 풍촌 석회암층과 화강섬록암의 접촉부에는 황철석, 자류철석 등을 포함하는 스카른이 일부 형성되어 있다. 광상에서는 자철석, 적철석, 황철석, 자류철석, 황동석, 방연석, 큐버나이트(cubanite), 백철석, 호박금, 자연 비스무트, 휘창연석, 섬아연석 등이 산출되며 광화작용은 3회에 걸쳐 일어났다.

### 둔전 금-은-안티모니광상
둔전 금-은-안티모니광상은 삼척시 하장면 둔전리에 위치한 금, 은, 안티모니 광상으로 북광상과 남광상으로 나누어진다. 광산의 지질은 조선 누층군과 이를 관입한 화강암류로 구성되며 화절층과 두무골층은 화강암류와의 접촉부에서 스카른 및 혼펠스화 되어 있다. 남광상은 조선 누층군 두무골층과 이를 관입한 화강섬록암에 발달한 열극을 충진하며 광맥의 주향은 북동 15~20°, 경사는 북서 80~90°이다. 광물로 티탄철광, 금홍석, 자철석, 적철석, 황철석, 유비철석, 자류철석, 방연석, 섬아연석, 황동석, 큐버나이트(cubanite), 백철석, 농홍은석, 자연 비스무트와 안티모니, 호박금 등이 산출된다. 북광상은 조선 누층군 동점 규암층의 백색 규암 내에 발달한 세맥광상으로 주향 북동 15~20°, 경사 북서 10~15°이며 은-비스무트-텔루륨계 광물, 방해석, 황철석, 방연석, 호박금 등이 산출된다. 본 광산의 최대 품위는 금 12.3 g/t, 은 251 g/t이다.
백전광상은 풍촌 석회암층과 화절층의 경계를 따라 풍촌 석회암층 최상부의 어란상 석회암의 층리를 따라 배태된다. 모암인 어란상 석회암의 주향은 북동 30°, 경사는 북서 20~35°이다.

### 추동광상
추동광산은 삼척시 하장면 추동리(북위 37° 19′ 47.7″ 동경 128° 53′ 56.3″ / 북위 37.329917°  동경 128.898972° )에 위치한 금, 은 광산으로 1932년 광업권이 등록되었고 1994년 광업권이 소멸 폐광되었다. 추동광산의 지질은 조선 누층군으로 광상은 화절층 및 풍촌 석회암층 내 열극을 따라 발달한 열극충전광상이며 황철석, 황동석, 방연석 등이 있다. 추동광산에서 채취한 광미시료에서는 기준치를 초과하는 비소와 수은이 검출되었다.

## 같이 보기
- 한국의 지질
- 조선 누층군
- 평안 누층군
- 삼척 대이리 동굴지대
- 삼척시